# Biografielijst Ja

## Ja
- Ja Rule (1976), Amerikaans rapper

## Jaa
- Jazeman Jaafar (1992), Maleisisch autocoureur
- Mieke Jaapies (1943), Nederlands kanovaarster

## Jab
- Jaber al-Ahmad al-Jaber al-Sabah (1926-2006), emir van Koeweit
- Jean-Pierre Jabouille (1942-2023), Frans autocoureur
- Julien Jabre (1976), Franse houseproducer
- Pavel Jablotsjkov (1847-1894), Russisch elektrotechnicus

## Jac

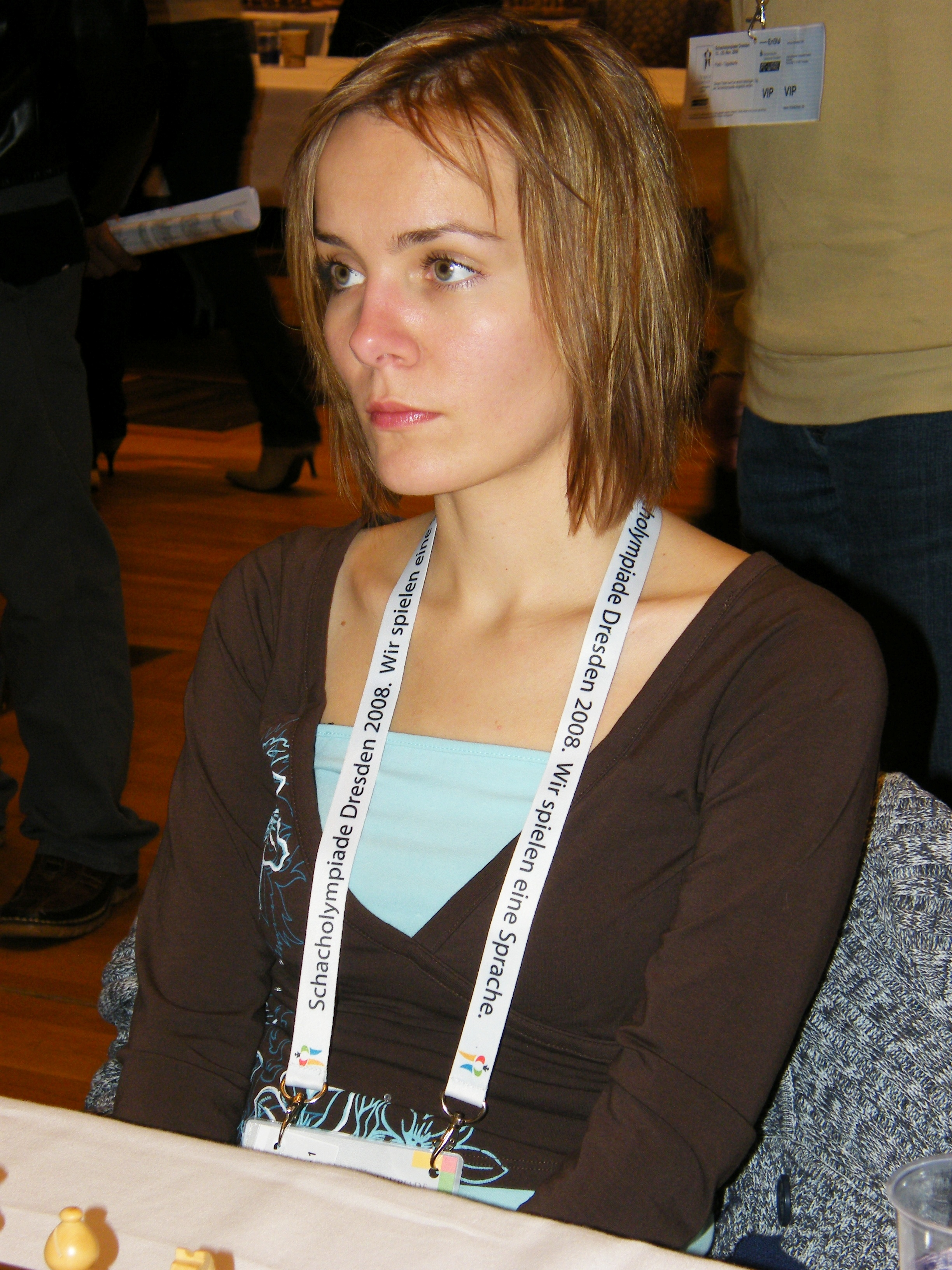
Jana Jacková, Dresden, 2008

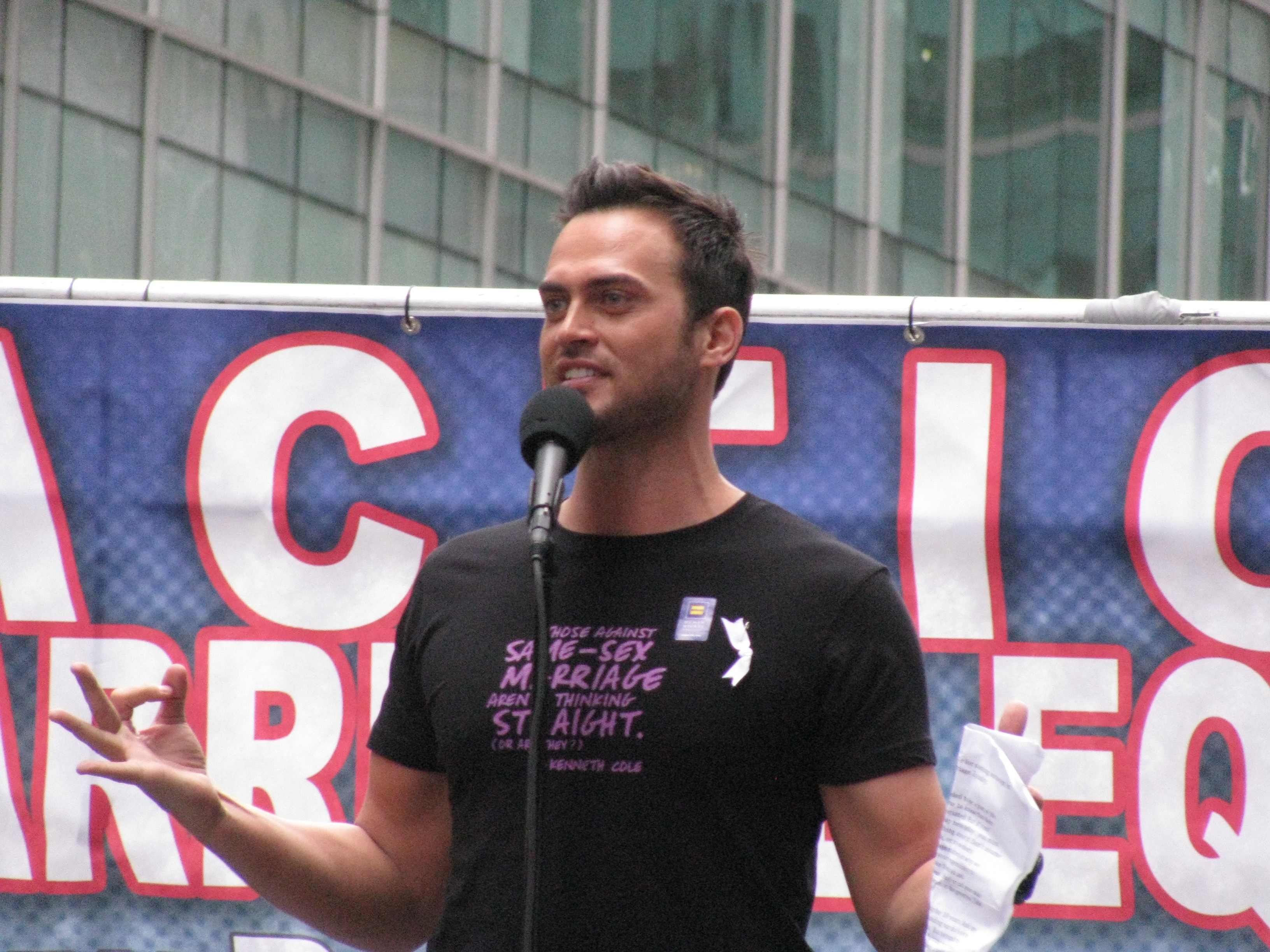
Cheyenne Jackson, 2009

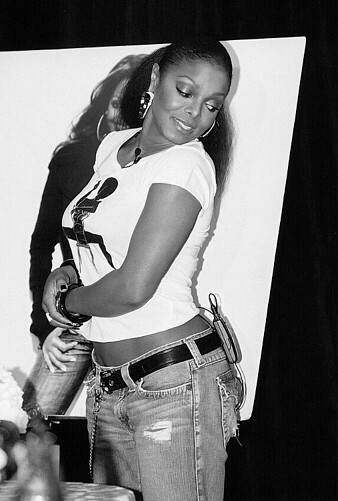
Janet Jackson

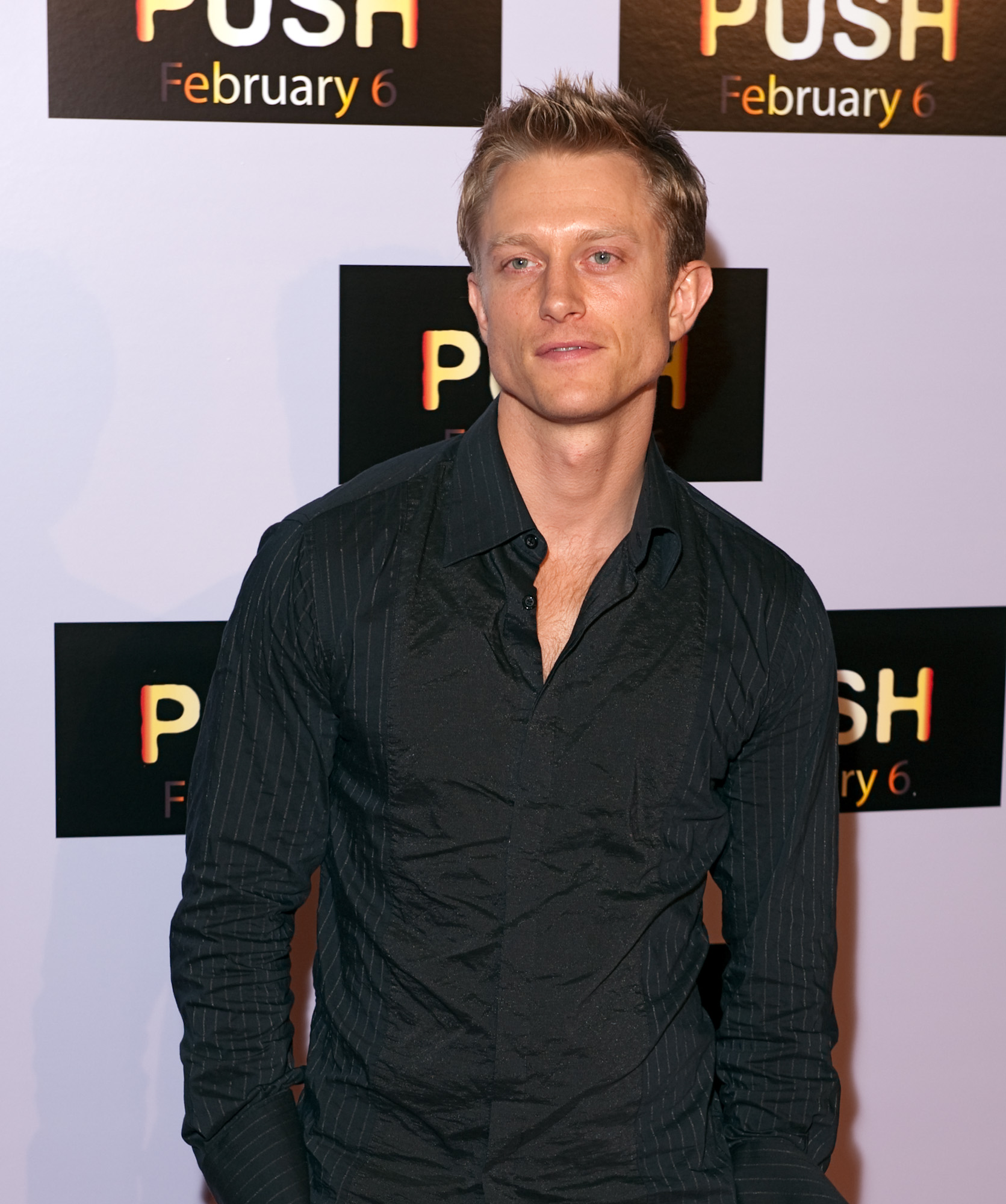
Neil Jackson, 2008

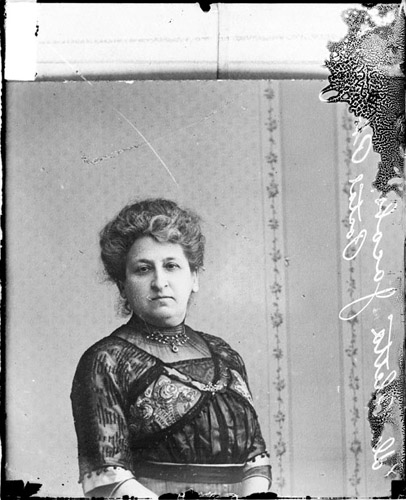
Aletta Jacobs (uit archief van "the Library of Congress")

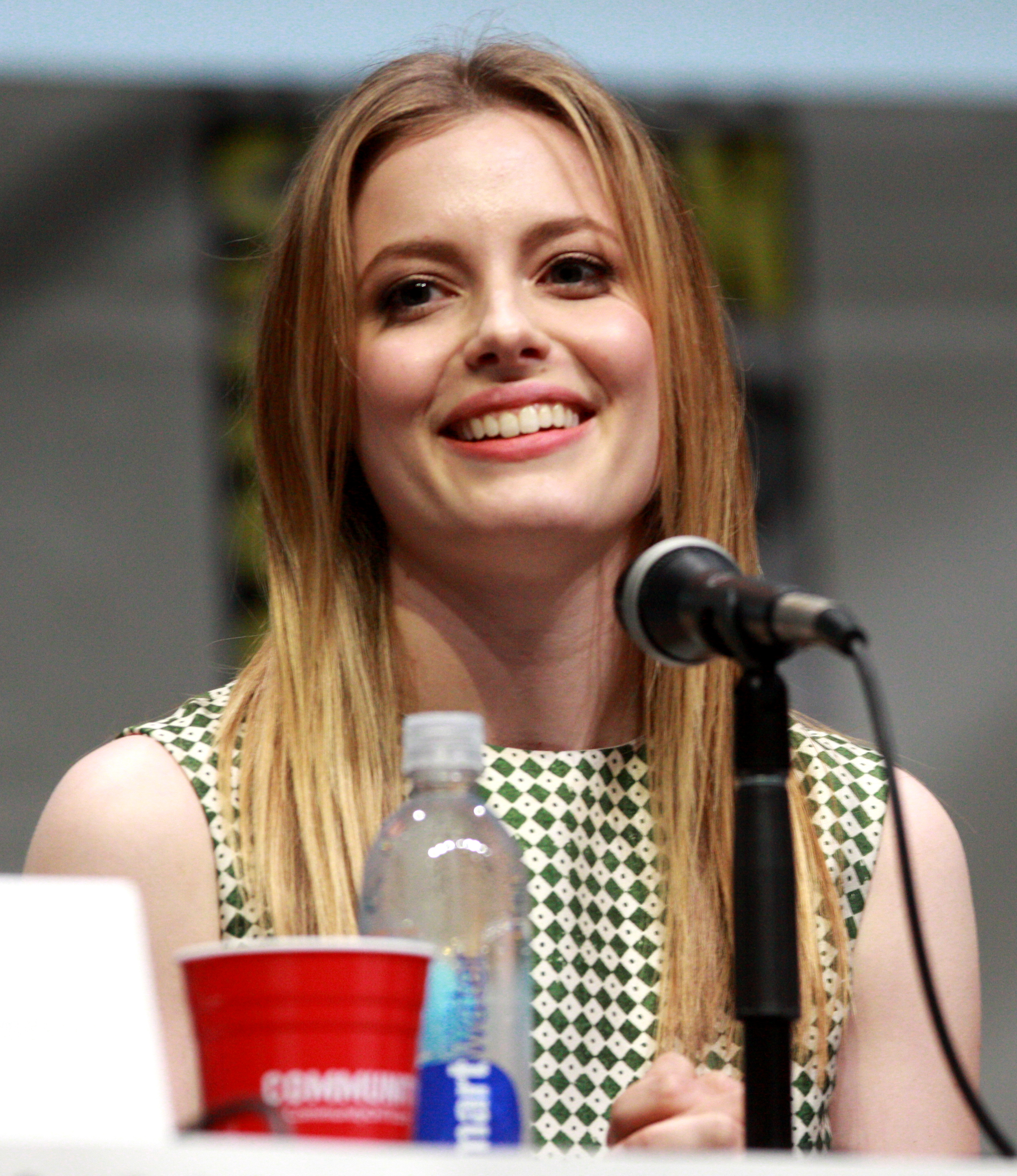
Gillian Jacobs, 2013

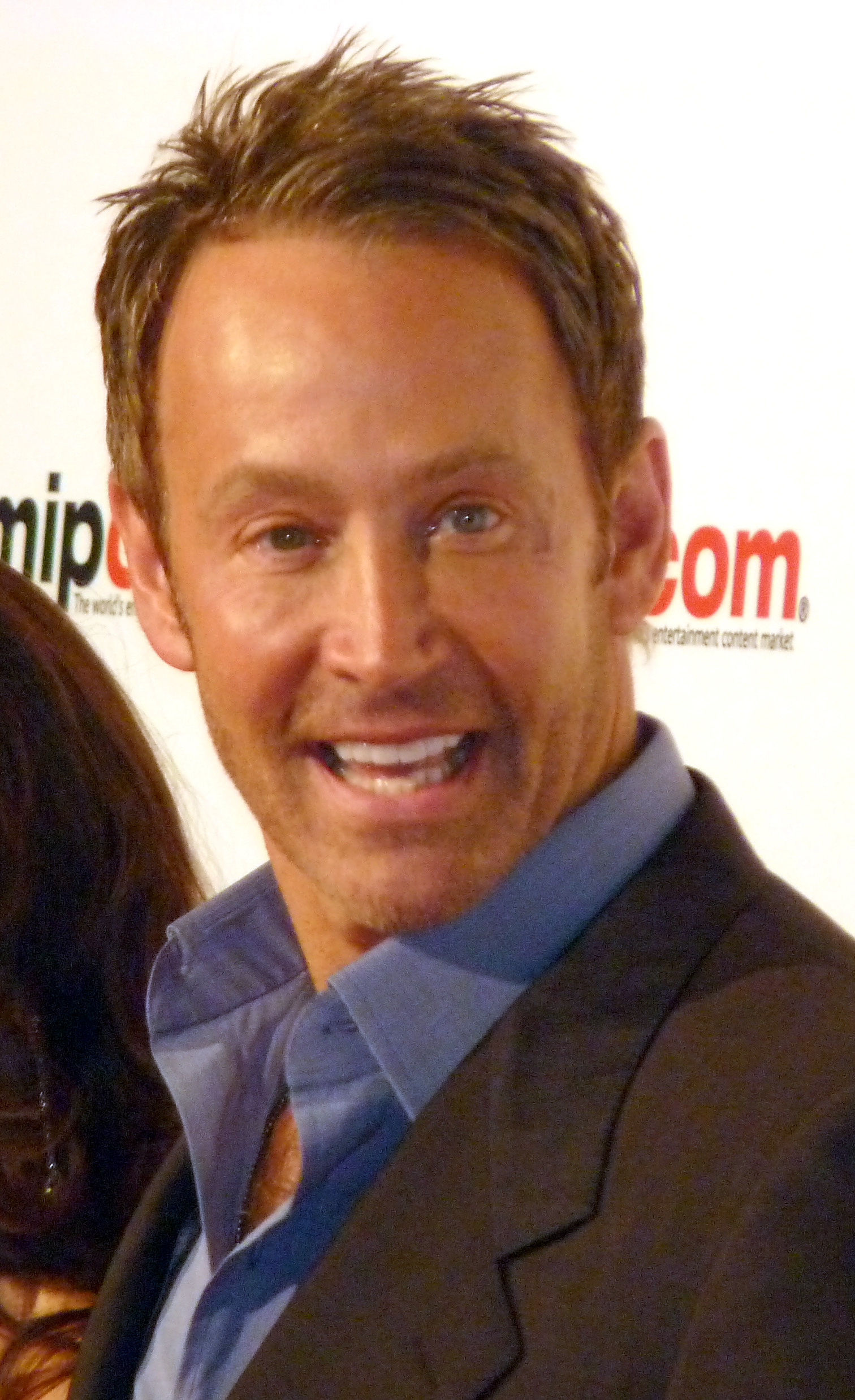
Peter Marc Jacobson

- Michael Jace (1965), Amerikaans acteur
- Dragoljub Jacimović (1964), schaker uit Noord-Macedonië
- Emilio Jacinto (1875-1899), Filipijns revolutionair en schrijver
- Emily Jacir (1970), Palestijns beeldend kunstenaar
- Ibinabo Jack, Brits actrice
- Hugh Jackman (1968), Australisch acteur
- Jana Jacková (1982), Tsjechische schaakster
- Terry Jacks (1944), Canadees zanger
- Andrew Jackson (1767-1845), Amerikaans slavenhandelaar, grondspeculant en politicus
- Anne Jackson (1925-2016), Amerikaans actrice
- Arnold Jackson (1891-1972), Brits atleet en militair
- Bershawn Jackson (1983), Amerikaans atleet
- Cheyenne Jackson (1975), Amerikaans acteur en zanger
- Chuck Jackson (1937-2023), Amerikaans soul- en r&b-zanger
- Colin Jackson (1967), Brits atleet
- Dominik Jackson (1984), Brits autocoureur
- Enrique Jackson Ramírez (1945-2021) Mexicaans politicus
- Frederick George Jackson (1860-1938), Brits poolonderzoeker
- Glenda Jackson (1936-2023), Brits actrice en politica
- Jackie Jackson, (1951) Amerikaans zanger
- Janet Jackson (1966), Amerikaans zangeres, singer-songwriter, actrice en danseres
- Jermaine Jackson (1954), Amerikaans zanger
- Joanne Jackson (1986), Brits zwemster
- Joe Jackson (1954), Brits musicus
- Joseph Jackson (1928-2018), Amerikaans popmanager
- Joshua Jackson (1978), Canadees acteur
- La Toya Jackson (1956), Amerikaans zangeres
- Lilian Day Jackson (1960-2023), Amerikaans-Nederlands zangeres
- Lucious Brown "Luke" Jackson  (1941-2022), Amerikaans basketballer
- Marjorie Jackson (1931), Australisch atlete en gouverneur
- Marlon Jackson (1957), Amerikaans zanger
- Michael Jackson (1942-2007), Brits bier- en whiskydeskundige
- Michael Jackson (1958-2009), Amerikaans popmusicus
- Neil Jackson (1976), Brits acteur, scenarioschrijver en songwriter
- Peter Jackson (1961), Nieuw-Zeelands filmmaker
- Philip Jackson (1944), Brits beeldhouwer
- Philip Jackson (1948), Brits acteur, zanger en presentator
- Randy Jackson (1961), Amerikaans zanger
- Rebbie Jackson (1950), Amerikaans zangeres
- Roger Jackson (1942), Canadees roeier
- Samuel L. Jackson (1948), Amerikaans acteur
- Shericka Jackson (1994), Amerikaans atlete
- Shirley Jackson (1919-1965), Amerikaans schrijfster
- Tito Jackson (1953-2024), Amerikaans zanger
- Jacob van Vitry, (1165/80-1240), Frans historicus, theoloog en kardinaal
- Antoon Jacob (1889-1947), Belgisch hoogleraar en Vlaams activist en collaborateur
- Domien Jacob (1897-1984), Belgisch gymnast
- Florimond Jacob (1882-1943), Belgisch politicus
- Francis Jacob (1972), Frans organist, klavecimbelspeler en muziekpedagoog
- François Jacob (1920-2013), Frans bioloog en Nobelprijswinnaar
- Gordon Jacob (1895-1984), Brits componist, dirigent en muziekpedagoog
- Gunter Jacob (1968), Belgisch voetballer
- Irène Jacob (1966), Zwitsers actrice
- Jean-Gilles Jacob (1714-1781), architect uit het prinsbisdom Luik
- Marius Jacob (1879-1954), Frans anarchist en crimineel
- Max Jacob (1876-1944), Frans schrijver
- Max Jacob (1888-1967), Duits poppenspeler
- Trevor Jacob (1993), Amerikaans snowboarder
- Werner Jacob (?), Nederlands politicus
- Lindsey Jacobellis (1985), Amerikaans snowboardster
- Bruce Jacobi (1935-1987), Amerikaans autocoureur
- Carl Jacobi (1804-1851), Duits wiskundige
- Derek Jacobi (1938), Brits acteur
- Moritz Hermann von Jacobi (1801-1874), Duits natuurkundige en ingenieur
- Aletta Jacobs (1854-1929), Nederlands arts en feministe
- Alexander Jacobs (1927-1979), Brits scenarioschrijver
- Ariël Jacobs (1953), Belgisch voetballer en voetbaltrainer
- Bart Jacobs (1963), Nederlands informaticus, wiskundige en hoogleraar
- Bart Jacobs (1976), Belgisch organist, klavecimbelspeler en componist
- Bas Jacobs (1973), Nederlands econoom
- Bas Jacobs (1979), Nederlands voetballer
- Bert Jacobs (1941-1999), Nederlands voetballer en voetbaltrainer
- Binyomin Jacobs (1949), Nederlands opperrabbijn
- Brian Jacobs (1995), Nederlands voetballer
- Charlotte Jacobs (1847-1916), Nederlands feministe en apotheker
- Charlotte Jacobs (1991), Belgisch atlete
- Charly Jacobs (1948-2013), Belgisch voetballer
- Danny Jacobs (1968), Amerikaans (stem)acteur en komiek
- David Jacobs (1888-1976), Brits atleet
- Dieudonné Jacobs (1887-1967), Belgisch kunstschilder
- Dirk Jacobs (1971), Belgisch socioloog en hoogleraar
- Edgar P. Jacobs (1904-1987), Belgisch stripauteur
- Eduard Jacobs (1859-1931), Nederlands beeldhouwer
- Eduard Jacobs (1868-1914), Nederlands cabaretier
- Elsy Jacobs (1933-1998), Luxemburgs wielrenster
- Erik Jacobs (1944), Belgisch politicus
- Esther Jacobs (1970), Nederlands ondernemer
- Etienne Jacobs (1901-1969), Belgisch politicus
- Eugeen Jacobs (1919-1998), Belgisch veldrijder
- Firmin Jacobs (1832-1916), Belgisch notaris en politicus
- Firmin Jacobs (1870-1926), Belgisch apotheker en politicus
- Fons Jacobs (1948), Nederlands politicus
- Francis Jacobs (1939), Brits jurist en hoogleraar
- Frans Jacobs (1939-2024), Nederlands politicus
- Georges Jacobs (1940), Belgisch bestuurder
- Gerard Jacobs (ca. 1624-1684), Nederlands pastoor
- Gerard Jacobs (1865-1958), Belgisch kunstschilder
- Gerard Jacobs (1953), Nederlands schrijver en journalist
- Gillian Jacobs (1982), Amerikaans actrice
- Glenn Thomas Jacobs (1967), Amerikaans professioneel worstelaar en acteur, bekend onder het pseudoniem Kane
- Helen Hull Jacobs (1908-1997), Amerikaans tennisster en schrijfster
- Henri Jacobs (1864-1935), Belgisch architect
- Jaap Jacobs (1955), Nederlands judoka, handballer, handbaltrainer en handbalscheidsrechter
- Jacob Jacobs (1812-1879), Belgisch kunstschilder
- Jamie Jacobs (1997), Nederlands voetballer
- Jan Bernard Jacobs (1734-1790), Zuid-Nederlands medicus
- Jan Willem Jacobs (1895-1967), Nederlands dichter en schrijver
- Jane Jacobs (1916-2006), Amerikaans-Canadese publiciste en stadsactiviste
- Jean-Charles Jacobs (1821-1907), Belgisch medicus en entomoloog
- Jill Jacobs (1951), Amerikaans persoon, echtgenote van de Amerikaanse politicus Joe Biden
- Joey Jacobs (2000), Nederlands voetballer
- Johan Jacobs (1997), Zwitsers wielrenner en veldrijder
- John Jacobs (1925-2017), Brits golfer en golfcoach
- Jos Jacobs (1953), Belgisch wielrenner
- Julius Karel Jacobs (1842-1895), Nederlands arts
- Karin Jacobs (1960), Belgisch actrice
- Lily Jacobs (1951), Nederlands politica
- Lisa Jacobs (1985), Nederlands violiste
- Lodewijk Jacobs (1924-2012), Belgisch politicus
- Louis Jacobs (1803-1847), Belgisch advocaat en politicus
- Lukas Jacobs (1968), Belgisch politicus
- Marc Jacobs (1954), Nederlands radiomaker en stemacteur; pseudoniem van Rob van Dam
- Marc Jacobs (1963), Amerikaans modeontwerper
- Marc Jacobs (1965), Nederlands schrijver en politiecommissaris
- Marcell Jacobs (1994), Italiaans atleet
- Marion Walter Jacobs (1930-1968), Amerikaans blueszanger, mondharmonicaspeler en gitarist, bekend onder het pseudoniem Little Walter
- Marius Jacobs (1929-1983), Nederlands botanicus
- Marlou Jacobs (1989), Nederlands voetbalster
- Martine Jacobs (1956), Nederlands kunstenares
- Martinus Jacobs (1923), Nederlands collaborateur en oorlogsmisdadiger
- Matthijs Jacobs (1683-1748), Zuid-Nederlands rentmeester
- Mozes Jacobs (1905-1943), Nederlands gymnast
- Niki Jacobs (1978), Nederlands zangeres
- Patrick Jacobs (1962), Belgisch wielrenner
- Paul Jacobs (1949), Belgisch programmamaker, schrijver, radiopresentator en radioproducent
- Pete Jacobs (1981), Australisch triatleet
- Peter Joannes Jacobs (1901-1971), Nederlands politicus
- Petrus Jacobus Jacobs (1792-1849), Zuid-Nederlands en Belgisch politicus
- Philip Jacobs (1922-2013), Nederlands holocaustoverlevende en Engelandvaarder
- Pieter Jacobs (1986), Belgisch wielrenner
- Pim Jacobs (1934-1996), Nederlands pianist en televisiepresentator
- Rayda Jacobs (1947-2024), Zuid-Afrikaanse schrijfster en filmregisseuse
- Regilio Jacobs (1987), Nederlands voetballer
- Regina Jacobs (1963), Amerikaans atlete
- Renae Jacobs (1957), Amerikaans stemactrice
- René Jacobs (1946), Belgisch operazanger en dirigent
- Ringo Jacobs (1981), Belgisch voetballer
- Rob Jacobs (1943), Nederlands voetballer en voetbaltrainer
- Ruud Jacobs (1938-2019), Nederlands contrabassist en muziekproducent
- Silveria Jacobs (1968), Sint Maartens politica
- Surrey Wilfrid Laurance Jacobs (1946-2009), Australisch botanicus
- Sven Jacobs (1968), Belgisch museumdirecteur
- Timon Jacobs (1973), Nederlands diskjockey en radiopresentator
- Ves Jacobs (1945), Nederlands voetballer
- Victor Jacobs (1838-1891), Belgisch politicus
- Viviane Jacobs (1948), Belgisch politica
- Werner Jacobs (1970), Belgisch forensisch patholoog en hoogleraar
- Wil Jacobs (1932), Nederlands dirigent, pianist en trompettist
- Wil Jacobs (1960), Nederlands handballer en handbalcoach
- Wim Jacobs (1964), Nederlands voetballer
- Wim Jacobs (1980), Belgisch veldrijder
- Gijs Jacobs van den Hof (1889-1965), Nederlands beeldhouwer en medailleur
- Petronella H.M. (Nellie) Jacobs-Aarts (1942), Nederlands burgemeester
- Anders Jacobsen (1985), Noors schansspringer
- Anne Marit Jacobsen (1946), Noors actrice
- Arne Jacobsen (1902-1971), Deens architect
- Astrid Jacobsen (1987), Noors langlaufster
- Jens Peter Jacobsen (1847-1885), Deens schrijver en dichter
- Jørgen-Frantz Jacobsen (1900-1938), Faeröers schrijver
- Mette Jacobsen (1973), Deens zwemster
- P.J. Jacobsen (1993), Amerikaans motorcoureur
- Freddie Jacobson (1974), Zweeds golfer
- Peter Marc Jacobson (1957), Amerikaans acteur, filmproducent, scenarioschrijver en filmregisseur
- Dirck Jacobsz. (1496-1567), Nederlands kunstschilder
- Georg Jacoby (1882-1964), Duits scenarioschrijver en filmregisseur
- Lydia Jacoby (2004), Amerikaans zwemster
- Johan Henri Azon Jacometti (1887-1940), Nederlands militair
- Joseph Jacotot (1770-1840), Frans pedagoog
- Robert Jacqmain (1950), Belgisch atleet
- Joseph-Marie Jacquard (1752-1834), Frans uitvinder
- Olivier Jacque (1973), Frans motorcoureur
- Edmond Jacquelin (1875-1928), Frans wielrenner
- Émilien Jacquelin (1995), Frans biatleet
- Raphaël Jacquelin (1974), Frans golfer
- Victor Jacquemin (1892-?), Belgisch atleet
- Ingrid Jacquemod (1978), Frans alpineskiester
- Fernand Jacquemotte (1902-1960), Belgisch politicus
- Joseph Jacquemotte (1883-1936), Belgisch redacteur, syndicalist en politicus
- Averii Jacques (1972), Frans voetbalscheidsrechter
- Brian Jacques (1939-2011), Brits kinderboekenschrijver
- Cathérine Jacques (1979), Belgisch jiujitsuka en judoka
- Emiel Jacques (1874-1937), Belgisch-Amerikaans kunstschilder, illustrator, hoogleraar en Vlaams activist
- Jean-Marc Jacques (1958), Belgisch atleet
- Jules Jacques (1926-2007), Belgisch politicus
- Mathieu Jacques (1903-1980), Belgisch politicus
- Peter Jacques (1973), Engels darter
- Richard Jacques (1973), Brits componist
- Théodore Jacques (1799-1894), Belgisch politicus
- Ben Jacques-Maynes (1978), Amerikaans wielrenner
- Lina Jacques-Sébastien (1985), Frans atlete
- Alain Jacquet (1939-2008), Frans kunstenaar
- Fernand Jacquet (1888-1947), Belgisch militair, ondernemer, verzetsstrijder en vliegenier

## Jad
- Salomon Jadassohn (1831-1902), Duits componist
- Claude Jade (1948-2006), Frans actrice
- Jean Jadot (1862-1932), Belgisch ingenieur en industrieel

## Jae
- Andrea Jaeger (1965), Amerikaans tennisster
- Connor Jaeger (1991), Amerikaans zwemmer
- Frans Maurits Jaeger (1877-1945), Nederlands scheikundige en hoogleraar
- Richard Jaeger (1913-1998), Duits politicus
- Adriaan Jaeggi (1963-2008), Nederlands columnist, dichter, essayist en schrijver

## Jaf
- Raza Jaffrey (1975), Brits acteur en zanger
- Sakina Jaffrey (1962), Amerikaans actrice

## Jag
- Lambert Jageneau (1879-1946), Belgisch collaborateur en Vlaams activist
- Ad de Jager (1938-1921), Nederlands politicus
- Gerrit de Jager (1954), Nederlands striptekenaar
- Jan Kees de Jager (1969), Nederlands politicus en econoom
- Kees de Jager (1921-2021), Nederlands astronoom
- Marike Jager (1979), Nederlands zangeres, gitariste en componiste
- Michel Jager (1944-2023), Nederlands bestuurder
- Thomas Jäger (1976), Duits autocoureur
- Thomas Jäger (1994), Oostenrijks autocoureur
- Georgia May Jagger (1992) Brits model
- Bianca Jagger (1945), Nicaraguaans-Brits activiste
- Mick Jagger (1943), Brits popzanger
- Mieczysław Jagielski (1924-1997), Pools politicus
- Viktoria Jagling (1946-2011), Russisch-Fins celliste en componiste
- Flory Jagoda (1923-2021), Amerikaans zangeres, musicus en songwriter van Bosnisch-Joodse afkomst
- Aleksej Jagoedin (1980), Russisch kunstrijder
- Audrey van der Jagt (1945), Nederlands presentatrice
- Jan van der Jagt (1924-2001), Nederlands architect en politicus

## Jah
- Asma Jahangir (1952-2018), Pakistaans mensenrechtenactiviste
- Dyab Abou Jahjah (1971), Libanees-Belgisch politicus
- Helmut Jahn (1940-2021), Amerikaans architect
- Barton Jahncke (1939-2024), Amerikaans zeiler
- Hans Henny Jahnn (1894-1959), Duits schrijver
- Harald Jährling (1954), Oost-Duits roeier
- Robert Jahrling (1974), Australisch roeier

## Jai
- Jyotindra Jain (1943), Indiaas hoogleraar kunstgeschiedenis en cultuurgeschiedenis en museologie

## Jaj
- Mato Jajalo (1988), Kroatisch voetballer

## Jak
- Zsuzsanna Jakabos (1989), Hongaars zwemster
- James Jakes (1987), Brits autocoureur
- Stanley Jaki (1924-2009), Hongaars rooms-katholiek geestelijke en fyscius
- Anastasija Jakimava (1986), Wit-Russisch tennisspeelster
- Ivan Jakimoesjkin (1996), Russisch langlaufer
- Alo Jakin (1986), Estisch wielrenner
- Sharon Jaklofsky (1968), Nederlands atlete
- Jakob (2e millennium v.Chr.), Bijbels persoon (aartsvader)
- Alfons Maria Jakob (1884-1931), Duits neuroloog
- Walter Jakobsson (1882-1957), Fins kunstschaatser
- Aleksandr Jakovlev (1923-2005), Russisch econoom en politicus
- Olga Jakovleva (1986-2010), Russisch basketbalspeelster
- Jean Jakus (1919-2008), Belgisch dirigent

## Jal
- Kew Jaliens (1978), Nederlands voetballer
- Gaby Jallo (1989), Nederlands voetballer
- Janny Jalving (1923-2022), Nederlands kunstschilderes

## Jam

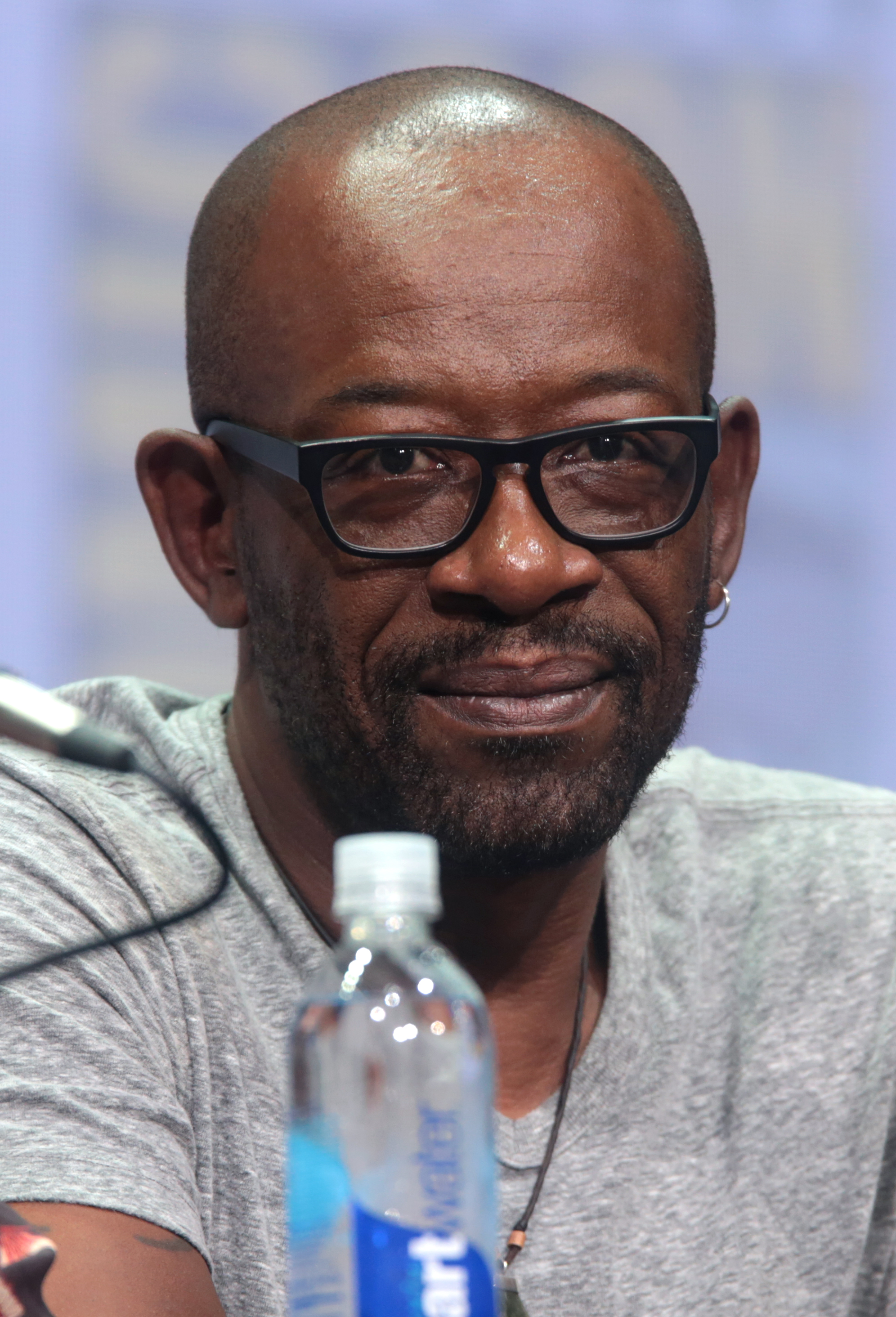
Lennie James, 2019

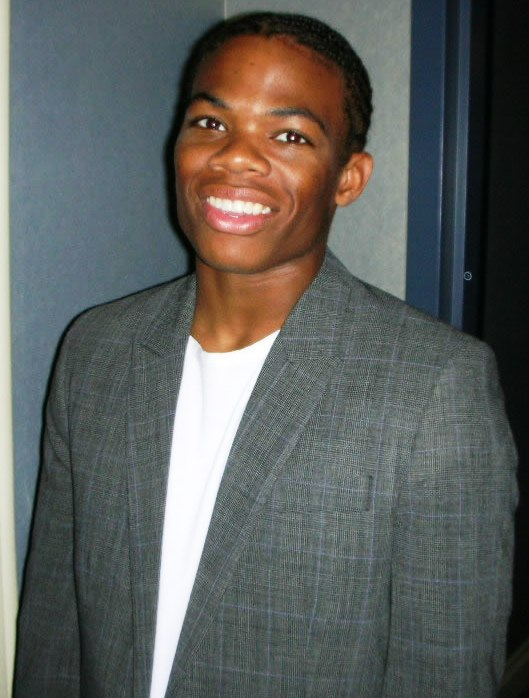
Paul James, 2006

- Jamai Loman (1986), Nederlands zanger
- Maryam Jamal (1984), Ethiopisch-Bahreins atlete
- Jan Jambon (1960), Belgisch politicus
- Jamelia (1981), Brits zangeres
- Colton James (1988), Amerikaans acteur
- Dalton James (1971), Amerikaans acteur en golfer
- David James (1962), Schots golfer
- Henry James (1843-1916), Amerikaans schrijver
- Ian James (1974), Brits-Amerikaans autocoureur
- Jesse James (1989), Amerikaans acteur en filmproducent
- Jesse James (1847-1882), Amerikaans bandiet
- Joseph James (1939-2020), Amerikaans professioneel worstelaar
- Kirani James (1992), Grenadiaans atleet
- Larry James (1947-2008), Amerikaans sprinter
- LeBron James (1984), Amerikaans basketballer
- Lennie James (1965), Britse acteur, filmproducent, scenarioschrijver en toneelschrijver
- Paul James, Amerikaans acteur
- Pell James (1977), Amerikaans actrice
- Peter Francis James (1956), Amerikaans acteur
- Richard D. James (1971), Brits dj
- Rick James (1948-2004), Amerikaans zanger
- Scotty James (1994), Australisch snowboarder
- Tom James (1984), Brits roeier
- Vanessa James (1987), Frans kunstschaatsster
- William James (1842-1910), Amerikaans psycholoog
- Xavier James (1975), Bermudaans atleet
- Fredric Jameson (1934-2024), Amerikaans literatuurcriticus en marxistisch theoreticus
- Jenna Jameson (1974), Amerikaans pornoactrice
- Nick Jameson (1950), Amerikaans acteur, filmregisseur, filmproducent, filmeditor, scenarioschrijver en muzikant
- Robert Jameson (1774-1854), Schots natuurvorser en mineraloog
- Ehsan Jami (1985), Nederlands activist, politicus en publicist
- Mark Jamieson (1984), Australisch wielrenner
- Michael Jamieson (1988), Brits zwemmer
- Sarah Jamieson (1975), Australisch atlete
- Nico Jamin (1995), Frans autocoureur
- Kay Redfield Jamison (1946), Amerikaans psychologe
- Jamsjiid Bin Abdalla (1929-2024), laatste sultan van Zanzibar en Pemba

## Jan

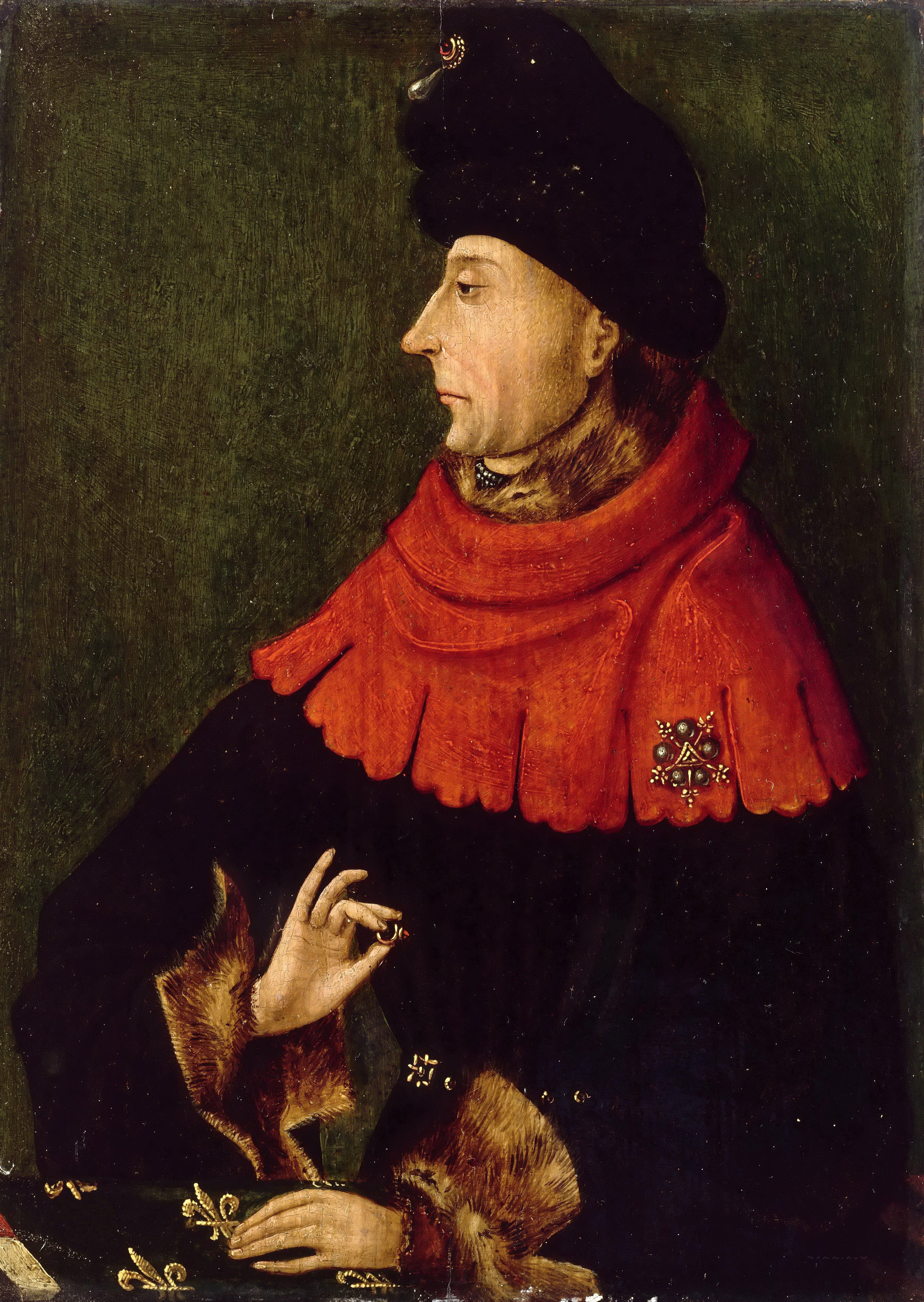
Jan zonder Vrees

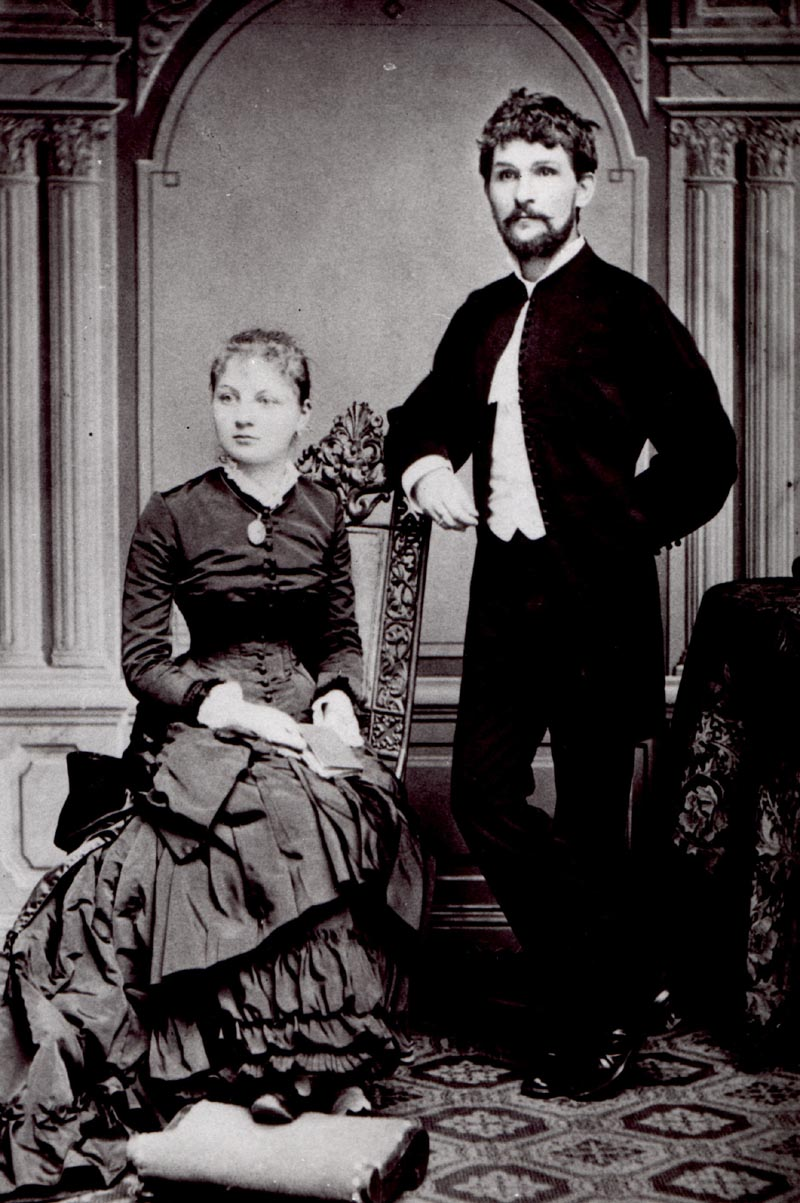
Leoš Janáček

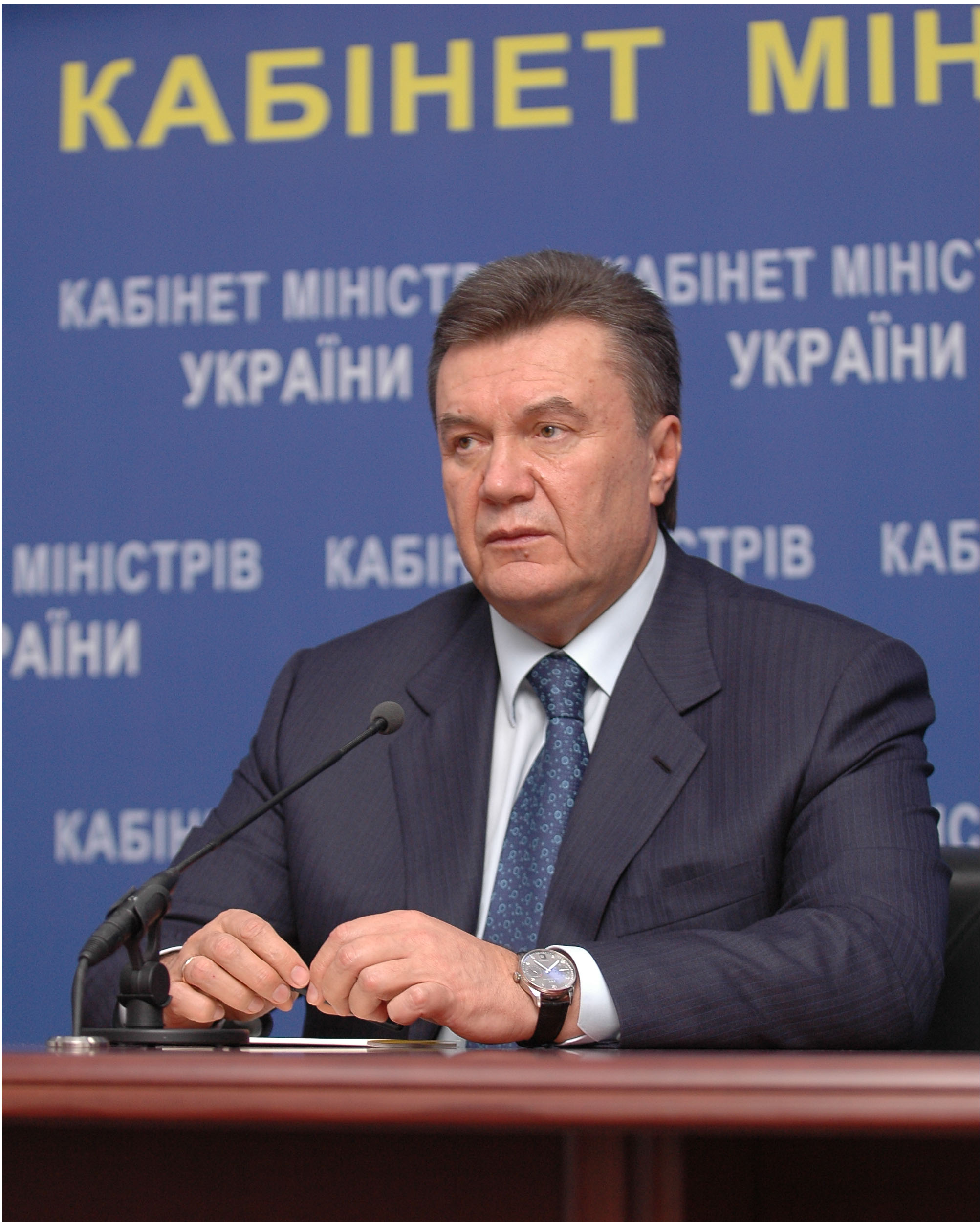
Viktor Janoekovytsj

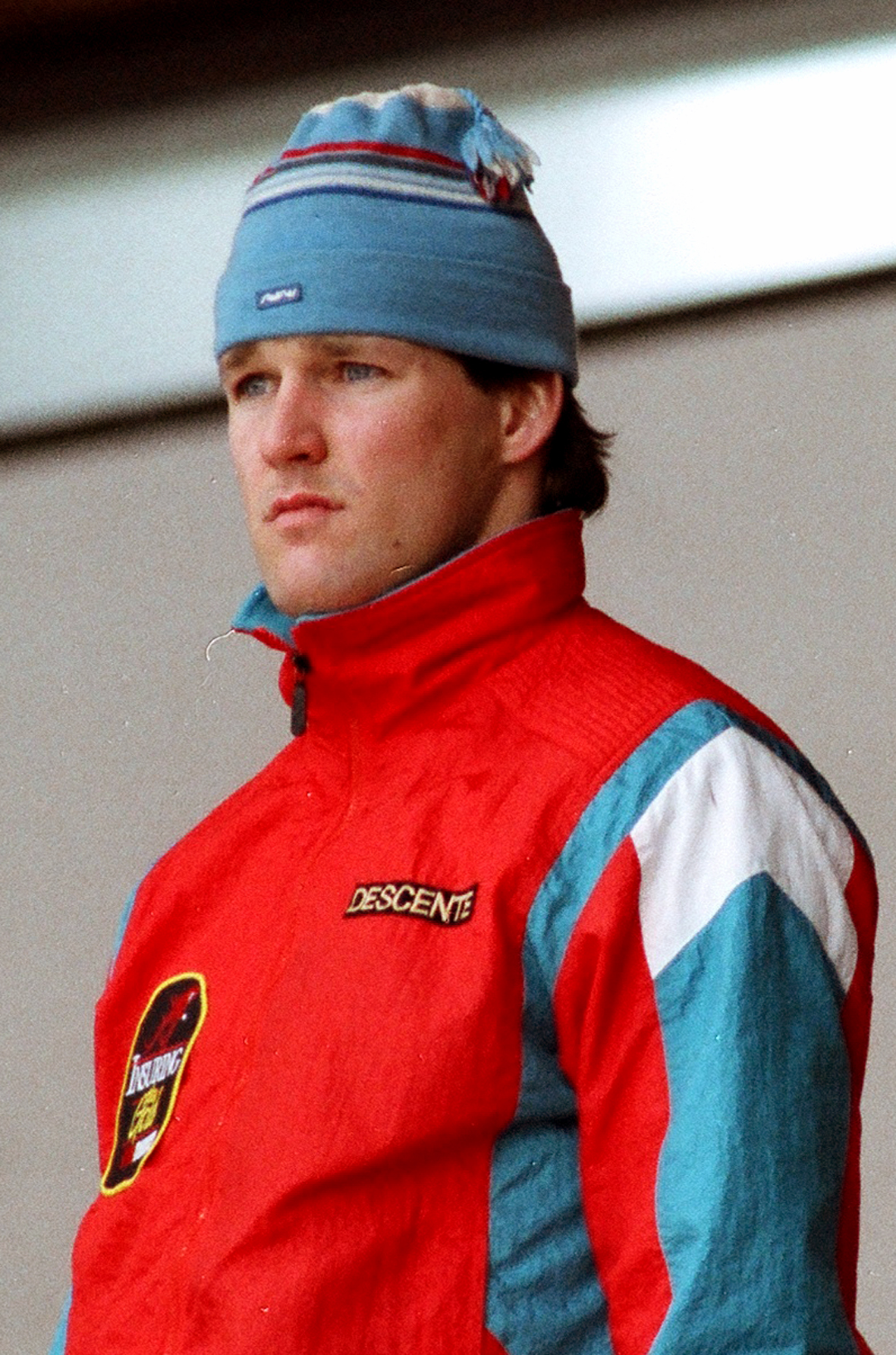
Dan Jansen

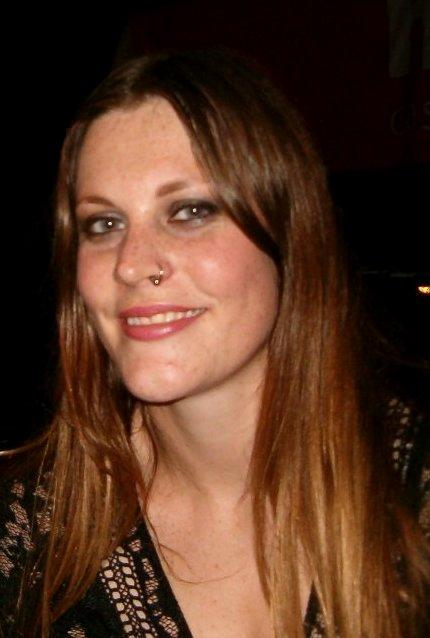
Floor Jansen

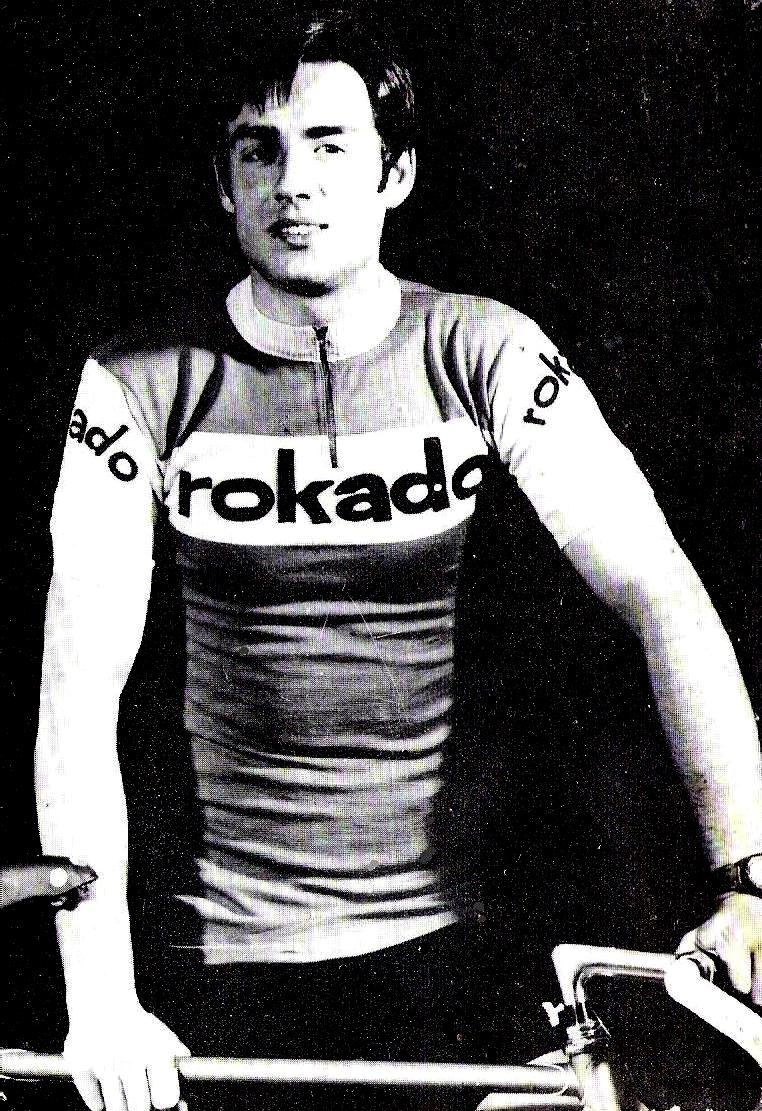
Harrie Jansen (1972)

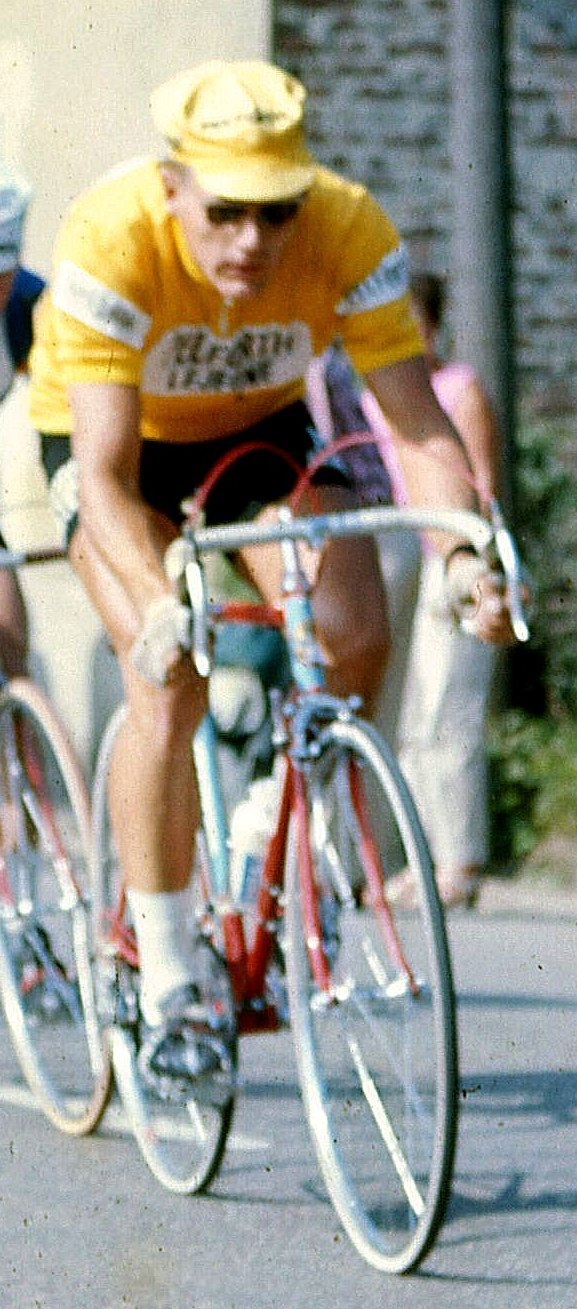
Jan Janssen

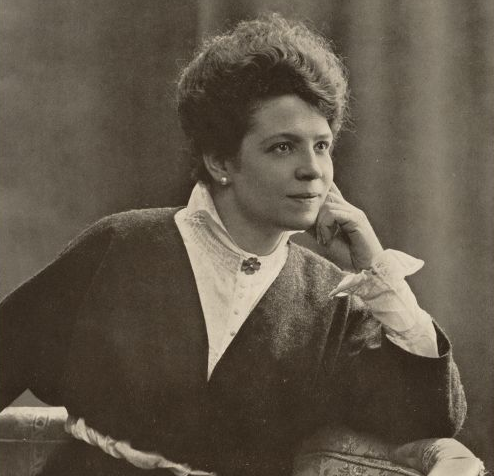
Magda Janssens

- Jan van Diest (?-1340), Zuid-Nederlands bisschop
- Jan I van Nassau († 1309), elect van Utrecht (1267-1290)
- Jan I van Nassau-Beilstein († 1473), graaf van Nassau-Beilstein (1412-1473)
- Jan I van Nassau-Siegen (ca. 1339-1416), graaf van Nassau-Siegen (1350/51-1416)
- Jan I van Nassau-Weilburg (1309-1371), graaf van Nassau-Weilburg (1344-1371)
- Jan II van Nassau-Beilstein († 1513), graaf van Nassau-Beilstein (1499-1513)
- Jan II van Nassau-Saarbrücken (1423-1472), graaf van Saarbrücken (1429-1472)
- Jan II van Nassau-Siegen († 1443), graaf van Nassau-Siegen (1416-1443), Vianden (1417-1443) en Diez (1420-1443)
- Jan II van Nassau-Wiesbaden-Idstein (1360-1419), aartsbisschop en keurvorst van Mainz (1397-1419)
- Jan III van Nassau-Beilstein (1495-1561), graaf van Nassau-Beilstein (1513-1561)
- Jan III van Nassau-Saarbrücken (1511-1574), graaf van Saarbrücken en Saarwerden (1544-1574)
- Jan III van Nassau-Siegen († 1430), graaf van Nassau-Siegen (1416-1430), Vianden (1417-1430) en Diez (1420-1430)
- Jan III van Nassau-Weilburg (1441-1480), graaf van Nassau-Weilburg (1472-1480)
- Jan VII van Nassau-Siegen (1561-1623), graaf van Nassau-Siegen (1606-1623) en militair theoreticus
- Jan van Nassau-Dillenburg († 1328), graaf van Nassau-Dillenburg (1303-1328)
- Jan van Nassau-Hadamar († 1364/65), graaf van Nassau-Hadamar (1334-1364/65)
- Jan van Nassau-Idstein (1603-1677), graaf van Nassau-Idstein (1627-1677)
- Jan van Nassau-Wiesbaden-Idstein (1419-1480), graaf van Nassau-Wiesbaden-Idstein (1426-1480)
- Jan van Nassau-Wiesbaden-Idstein (1439-1482), Duits kanunnik
- Jan zonder Vrees (1371-1419), hertog van Bourgondië (1404-1419)
- Leoš Janáček (1854-1928), Tsjechisch componist
- Jiří Janák (1983), Tsjechisch autocoureur
- Paweł Janas (1953), Pools voetballer en voetbalcoach
- Zaza Janasjia (1976), Georgisch voetballer
- Renat Janbajev (1984), Russisch voetballer
- Tereza Jančová (1999), Slowaaks alpineskiester
- Miklós Jancsó (1921-2014), Hongaars filmregisseur
- Jesse Jane (1980-2024), Amerikaans pornoactrice en model
- Patricia Janečková (1998-2023), Slowaaks operazangeres
- Dominic Janes (1994), voormalig Amerikaans jeugdacteur
- Čedomir Janevski (1961), Macedonisch voetballer en voetbalcoach
- Luka Janežič (1995), Sloveens atleet
- Jang Song-thaek (1946-2013), Noord-Koreaans politicus
- Byron Janis (1928-2024), Amerikaans klassiek pianist en componist
- Conrad Janis (1928-2022), Amerikaans jazztrombonist
- Erik Janiš (1987), Tsjechisch autocoureur
- Karl Janisj (1813-1873), Fins-Russisch schaker
- Florian Janits (1998), Oostenrijks autocoureur
- Carlo Janka (1986), Zwitsers alpineskiër
- Edgaras Jankauskas (1974), Litouws voetballer
- R.L. Jankie (1933-1988), Surinaams politicus
- Zvonimir Janko (1932-2022) Kroatisch wiskundige
- Eva Janko (1945), Oostenrijks atlete
- Marijana Jankovic (1982), Montenegrijns-Deens actrice
- Adam Jankowski (1948), Oostenrijks kunstschilder
- Tomáš Janků (1974), Tsjecho-Slowaaks/Tsjechisch atleet
- Alice Janmaat (1946), Nederlands golfster
- Daryl Janmaat (1989), Nederlands voetballer
- Hans Janmaat (1934-2002), Nederlands politicus
- Sicco Janmaat (1978), Nederlands schaatser
- Aloysio Janner (1928-2016), Zwitsers natuurkundige en hoogleraar
- Gerrit Jannink (1904-1975), Nederlands hockeyer
- Johann Voldemar Jannsen (1819-1890), Estisch journalist en dichter
- Viktor Janoekovytsj (1950), Oekraïens politicus
- Artur Janosz (1993), Pools autocoureur
- Eduard Janota (1952-2011), Tsjechisch minister
- Arthur Janov (1924-2017), Amerikaans psycholoog
- Will Janowitz (1980), Amerikaans acteur
- Anneke Jans (1605-1663), Noors persoon uit de 17e eeuw
- Dries Jans (1927-2017), Nederlands voetballer
- Henk Jans (1926-1997), Nederlands politicus
- Jacobus Jans (1874-1963), Nederlands verzetsstrijder
- Jan Jans (1963), Nederlands architect
- Jan Jans (?), Nederlands politicus
- Laurent Jans (1992), Luxemburgs voetballer
- Lies Jans (1974), Belgisch politica
- Lucretia Jans (ca. 1602-na 1641), Nederlands persoon uit de geschiedenis van de VOC
- Luuk Jans (1992), Nederlands e-sporter
- Paul Jans (1981), Nederlands voetballer
- Ron Jans (1958), Nederlands voetballer en voetbaltrainer
- Roy Jans (1990), Belgisch wielrenner
- Tom Jans (1948-1984), Amerikaans zanger
- Trijn Jans (1607-1685), Nederlands persoon uit de 17e eeuw; echte naam Catrina Hoogsaet
- Vera Jans (1978), Belgisch politica
- Wendy Jans (1983), Belgisch snooker- en poolspeelster
- Klaudia Jans-Ignacik (1984), Pools tennisspeelster
- Janez Janša (1958), Sloveens politicus
- Bert Jansch (1943-2011), Schots zanger
- Bob Janse (1920-2008), Nederlands voetbalcoach
- Alexander Jansegers (1889-1952), Belgisch syndicalist en politicus
- Nele Jansegers (1965), Belgisch politica
- Berend Jansema (1943-2021), Nederlands bestuurder en politicus
- Agatha J. (Ada) Jansen (1942), Nederlands politica
- Anco Jansen (1989), Nederlands voetballer
- Andrea Jansen (1980), Zwitsers presentatrice
- Anke Jansen (1956), Nederlands actrice
- Aloisius Gertrudis Gerhardus (Arne) Jansen (1951-2007), Nederlands zanger
- Barend C.P. Jansen (1884-1962), Nederlands scheikundige en biochemicus
- Bart Jansen (1968), Nederlands voetballer
- Bert Jansen (1947), Nederlands politicus
- Bert Jansen (1951-2020), Nederlands voetballer
- Carrie Jansen (1954), Nederlands cabaretière, modeontwerpster, onderneemster, columniste, schrijfster en politiek activiste
- Casper (Cas) Jansen (1977), Nederlands acteur
- Cornelis Johannes Henricus (Corjo) Jansen (1961), Nederlands hoogleraar
- Cornelis Petrus Jansen (1884-1990), oudste man van Nederland
- Daniel (Dan) E. Jansen (1965), Amerikaans schaatser
- David Jansen (1971), Nederlands klavecinist en organist
- Dieter Jansen (1969), Nederlands acteur
- Dirk Jansen (ca. 1801-1879?), Nederlands beul
- Dolf Jansen (1963), Nederlands cabaretier, televisiepresentator en marathonloper
- Eduardus Paulus (Edwin) Jansen (1967), Nederlands artiestenmanager
- Eelco Jansen (1969), Nederlands honkballer
- Ellen Jansen (1992), Nederlands voetbalster
- Emile Jansen (1959), Nederlands acteur
- Fabian Jansen (1983), Nederlands acteur en theaterregisseur
- Ferdina (Ferdi) Jansen (1927-1969), Nederlands kunstenaar
- Floor Jansen (1981), Nederlands zangeres
- Fons Jansen (1925-1991), Nederlands cabaretier, nieuwslezer en schrijver
- Frans Jansen (1965), Nederlands voetballer
- Frits Jansen (1856-1928), Nederlands schilder en docent
- Froukje Catharina Johanna Jansen (1976), Nederlands presentatrice en actrice
- Gaite Jansen (1991), Nederlands actrice
- Geert Jansen (1946), Nederlands politicus
- Geert Jan Jansen (1943), Nederlands schilder en kunstvervalser
- Gerard Jansen (1923-1944), Nederlands verzetsstrijder
- Gérard Jansen (1964), Nederlands dammer
- Gerardus Martinus Jansen (1828-1900), Nederlands priester en hoogleraar
- Gerrit Jansen (1890-?), Nederlands burgemeester
- Gerrit Jansen (1914-1998), Nederlands waterpolocoach
- Gustave Benoît Jansen (1858-1932), Belgisch politicus
- Hans Jansen (1931-2019), Nederlands priester, theoloog en historicus
- Hans Jansen (1942-2015), Nederlands arabist, islamoloog en columnist
- Hans Jansen (1956), Nederlands dammer
- Harm Jansen (1967), Nederlands wielrenner
- Harrie Jansen (1947), Nederlands wielrenner en sportverslaggever
- Hendrik Willebrord Jansen (1855-1908), Nederlands kunstschilder
- Henricus Jansen (1867-1921), Nederlands graficus, lithograaf, illustrator, schilder, tekenaar, ontwerper, pastellist, wandschilder, glasschilder en etser
- Herman Gerard Jansen (1859-1934), Nederlands architect
- Huub Jansen (1928-1985), Nederlands geschiedkundige
- Ingrid Jansen (1983), Nederlands danseres, actrice en presentatrice
- Jaap Jansen (1938-2013), Nederlands uitgever
- Jan Jansen (1941), Nederlands schoenontwerper
- Jan Jansen (1945), Nederlands baanwielrenner
- Jan Jansen (1946), Nederlands organist
- Jan Willem Jansen (1952), Nederlands basketbalspeler en -coach
- Janine Jansen (1978), Nederlands violiste
- Joannes Jansen (?-1852), Nederlands beul
- Joannes Jansen (1868-1936), Nederlands aartsbisschop
- Joannes Coenraad Jansen (1840-1925), Nederlands ingenieur en politicus
- Jochem Jansen (1990), Nederlands voetballer
- Joeri Jansen (1979), Belgisch atleet
- Johan Jansen (1989), Nederlands voetballer
- Johannes Jansen (1917-?), Nederlands Engelandvaarder
- John Jansen (1963), Nederlands waterpolospeler
- John Albert Jansen (1954-2024), Nederlands journalist en maker van filmdocumentaires
- Johnny Jansen (1952), Nederlands voetballer
- Karel Jansen (1925-2008), Nederlands voetballer en voetbal(vakbonds)bestuurder
- Kenley Geronimo Jansen (1987), Curaçaos honkballer
- Kevin Jansen (1992), Nederlands voetballer
- Laura Jansen (1977), Nederlands-Amerikaans zangeres
- Leen Jansen (1930-2014), Nederlands bokser
- Leo Jansen (1934-2012), Nederlands politicus
- Leo Jansen (1960-2022), Nederlands voetballer
- Leoni Jansen (1955), Nederlands presentatrice, zangeres en theatervrouw
- Lou Jansen (1900-1943), Nederlands verzetsstrijder
- Louis Jansen (1915-2010), Nederlands burgemeester en verzetsstrijder
- Maaike Jansen (1990), Nederlands zangeres
- Maarten Evert Reinoud Gerard Nicolaas Jansen (1952), Nederlands academicus en professor in Meso-Amerikaanse archeologie en historie
- Magid Jansen (1983), Nederlands voetballer
- Marcell Jansen (1985), Duits voetballer
- Marjolein Jansen (1982), Nederlands voetbalster
- Mark Jansen (1978), Nederlands heavymetalmuzikant
- Martijn Jansen (1984), Nederlands voetballer
- Martinus Jansen (1905-1983), Nederlands bisschop
- Matijs Jansen (1976), Nederlands acteur
- Michael Jansen (1984), Nederlands voetballer
- Michel Jansen (1966), Nederlands voetbalcoach
- Mike Jansen, Nederlands schrijver
- Monique Jansen (1978), Nederlands atlete
- Nico Jansen (1953), Nederlands voetballer
- Pascal Jansen (1973), Nederlands voetbaltrainer
- Patrick Jansen (1990), Nederlands voetballer
- Paulus Jansen (1954), Nederlands politicus
- Piet Jansen (1882-1956), Nederlands botanicus, wiskundige en directeur van de Gemeentelijke Kweekschool Amsterdam
- Piet Jansen, Nederlands politicus
- Pieter Jansen (1956), Nederlands dirigent, pianist en slagwerker
- Pieter Philippus Jansen (1902-1982), Nederlands civiel ingenieur en waterbouwkundige
- Renate Jansen (1990), Nederlands voetbalster
- Ries Jansen (1943), Nederlands politicus
- Rika Jansen (1924-2016), beter bekend als Zwarte Riek, Nederlands zangeres
- Robbie Jansen (1949-2010), Zuid-Afrikaans jazzmuzikant, altsaxofonist, fluitist en zanger
- Rogier Jansen (1984), Nederlands basketbalspeler
- Roland Jansen (1967), Nederlands voetballer
- Ronald Jansen (1963), Nederlands hockeyer
- Rudolf Jansen (1940-2024), Nederlands pianist en organist
- Rudy Jansen (1979), Nederlands voetballer
- Ruud Jansen (1987), Nederlands voetballer
- Sacharias Jansen (ca. 1585-c.1632), Nederlands brillenslijper
- Stefan Jansen (1972), Nederlands voetballer
- Suzanna Jansen (1964), Nederlands journaliste en schrijfster
- Theo Jansen (1926-2005), Duits voetballer
- Theo Jansen (1948), Nederlands kunstenaar
- Thom Jansen (1953), Nederlands organist, pianist en componist
- Tjitske Jansen (1971), Nederlands dichteres en schrijfster
- Tom Jansen (1945), Nederlands acteur
- Ton Jansen (1944), Nederlands politicus
- Willy Jansen (1950), Nederlands hoogleraar
- Wim Jansen (1946-2022), Nederlands voetballer
- Wim Jansen (1948), Nederlands ingenieur, baskoloog en hoogleraar interlinguïstiek en Esperanto
- Xandra Jansen (1958), Nederlands echtgenote van Herman Brood
- Alandson Jansen Da Silva (1988), Belgisch voetballer
- Alexandre Jansen Da Silva (1987), Belgisch voetballer
- Arnold Marius Coenraad Dominicus Jansen op de Haar (1962), Nederlands dichter, schrijver, columnist
- Ernst Jansen Steur (1945), Nederlands neuroloog
- John Jansen van Galen (1940), Nederlands journalist
- Greta (Grietje) Jansen-Anker (1897-2009), oudste persoon van Nederland
- Leny Jansen-van der Gevel (1942), Nederlands politicus
- Cornelius Jansenius (1585-1638), Nederlands priester en theoloog
- Cornelius Jansenius (1510-1576), Nederlands priester en theoloog
- Daniël Jansens (1942-1980), Belgisch stripscenarist
- Ernst Jansen Steur (1945-2023), Nederlands neuroloog
- Karl Jansky (1905-1950), Amerikaans natuurkundige
- Adam Jansma (1929-1965), Nederlands beeldhouwer
- Esther Jansma (1958-2025), Nederlands dichteres, prozaschrijfster en archeologe
- Jan Jansma (1962), Nederlands bridgespeler
- Kees Jansma (1947), Nederlands sportpresentator en -journalist
- Rein Jansma (1959-2023), Nederlands architect
- Agnes Janson (1861-1947), Zweeds-Australisch zangeres
- David Janson (1950), Brits acteur
- Horst Janson (1935), Duits acteur
- Klaus Janson (1952), Amerikaans stripauteur
- Marie Janson (1873-1960), Belgisch maatschappelijk werkster, politica en feministe
- Nils Janson (1978), Zweeds jazzcomponist en -trompettist
- Paul Janson (1840-1913), Belgisch politicus
- Paul-Emile Janson (1872-1944), Belgisch politicus
- Sander Janson (1970), Nederlands televisiepresentator
- Mariss Jansons (1943-2019), Lets dirigent
- Ad Janssen (1957), Nederlands kok, ondernemer en televisiepresentator
- Albert-Edouard Janssen (1883-1966), Belgisch advocaat en politicus
- Antoine Janssen (1967), Nederlands politicus
- Anton Janssen (1963), Nederlands voetballer en voetbaltrainer
- Antoni Janssen (1750-1817), Nederlands burgemeester
- Arnold Janssen (1837-1909), Duits priester, missionaris, congregatiestichter en heilige
- Arthur Janssen (1886-1979), Belgisch kanunnik, bestuurder en hoogleraar
- August Janssen (1864-1918), Nederlands ondernemer en filantroop
- Berber Esha Janssen (1989), Nederlands actrice, presentatrice en zangeres
- Bert Janssen (1945-2017), Nederlands politicus
- Bertrand Janssen (1959), Nederlands auto-ontwerper
- Bryan Janssen (1995), Nederlands voetballer
- Camille Janssen (1837-1926), Belgisch gouverneur-generaal van Kongo-Vrijstaat
- Casper Janssen (1967), Nederlands zanger
- Charles Janssen (1851-1918), Belgisch advocaat en politicus
- Charles-Emmanuel Janssen (1907-1986), Belgisch industrieel en politicus
- Christian Wilhelm Janssen (1860-1927), Nederlands ondernemer en filantroop
- Conny Janssen (1958), Nederlands danseres, choreografe en artistiek leider
- Constant Janssen (1895-1970), Belgisch arts
- Daniel Janssen (1936), Belgisch industrieel en bestuurder
- David Janssen (1931-1980), Amerikaans acteur
- Dennis Janssen (1992), Nederlands voetballer
- Dirk Janssen (1881-1986), Nederlands gymnast
- Dominique Janssen (1995), Nederlands voetbalster
- Ed Janssen (1971), Nederlands voetbalscheidsrechter
- Eppo Janssen (1976), Belgisch programmamaker en muzikant
- Eric Janssen (1933-2012), Belgisch bankier en industrieel
- Eva Janssen (1911-1996), Nederlands (hoorspel)actrice
- Eva Janssen (1977), Nederlands triatlete
- Famke Janssen (1965), Nederlands actrice
- Franciscus Isidorus Josephus (François) Janssen (1871-1952), Nederlands rechter en politicus
- Frans Janssen (1912-1987), Nederlands bisschop en apostolisch vicaris
- Frans Janssen (1955), Nederlands voetballer
- Frans A. Janssen (1939-2024), Nederlands boek- en bibliotheekhistoricus
- Fred Janssen (1947), Belgisch programmamaker, presentator en reporter
- Frederik Lodewijk Janssen (1850-1925), Nederlands architect
- Frederik Lodewijk Janssen (1885-1959), Nederlands architect
- Freek Janssen (1990), Nederlands handballer
- Georges Janssen (1892-1941), Belgisch advocaat, bankier en econoom
- Gerhard Janssen (1863-1931), Duits kunstschilder
- Giel Janssen (1951), Nederlands politicus
- Guus Janssen (1951), Nederlands componist en pianist
- Guus Janssen (1981), Nederlands atleet
- Hans Janssen (1964), Nederlands politicus
- Harm Janssen (1947-1992), Nederlands politicus
- Harm Janssen (1973), Nederlands politicus
- Harrie Janssen (1960), Nederlands componist, muziekpedagoog, dirigent en trombonist
- Hendrik Peter Mathijs (Harie) Janssen (1878-?), Nederlands dirigent en organist
- Hendrikus Hubertus (Harry) Janssen (1910-1982), Nederlands classicus, hoogleraar, rector en politicus
- Henk Janssen (1890-1969), Nederlands touwtrekker
- Henk Janssen (1957), Nederlands voetballer
- Hetty Janssen (1954), Nederlands politica
- Huib Janssen (1958), Nederlands voetballer
- Huub Janssen (1937-2008), Nederlands drummer
- Ivo Janssen (1963), Nederlands pianist
- Jacobus Antonius Petrus Jozef (Jacques) Janssen (1944-2018), Nederlands hoogleraar
- Jacobus (Koos) Johannes Janssen (1922-2011), Nederlands egyptoloog en hoogleraar
- Jan Janssen (1940), Nederlands wielrenner
- Jarno Janssen (2000), Nederlands voetballer
- Jean Janssen (1926-1997), Nederlands voetballer en voetbaltrainer
- Jeroen Janssen (1963), Belgisch stripauteur
- Jip Janssen (1997), Nederlands hockeyer
- Jochen Janssen (1976), Belgisch voetballer
- Johan Janssen (1935), Nederlands politicus
- Johannes Jacobus Janssen (1779-1818), Nederlands burgemeester
- Joke Janssen (1974), Nederlands schrijfster
- Joop Janssen (1936), Nederlands voetballer
- Joris Janssen (1994), Nederlands voetballer
- Josephus Johannes Janssen (1788-1826), Nederlands burgemeester
- Jules Janssen (1918-2002), Nederlands verzetsstrijder
- Kitty Janssen (1930-2012), Nederlands actrice
- Kolet Janssen (1955), Belgisch kinderboekenschrijfster
- Koos Janssen (1955), Nederlands ambtenaar en politicus
- Lambertus Henricus Franciscus Maria (Bert) Janssen (1945-2017), Nederlands politicus
- Leonardus (Leo) M. Janssen (1926-1964), Belgisch priester en missionaris
- Lidwien Janssen (1953), Nederlands activiste
- Lino Janssen (1991), Nederlands handballer
- Luc Janssen (1954), Belgisch radio-dj en (radio)presentator
- Ludovic Janssen (1888-1954), Belgisch kunstenaar
- Marc Janssen (1940-2017), Belgisch acteur
- Mark Janssen (1974), Nederlands illustrator
- Mark Janssen (1992), Nederlands voetballer
- Marleen Janssen (1955), Nederlands hoogleraar orthopedagogiek
- Mart Janssen (1998), Nederlands voetballer
- Martinus Maria Aloysius Antonius Janssen (1903-1969), Nederlands politicus
- Mathieu Janssen (1907-1993), Nederlands dirigent, muziekpedagoog, organist en tubaïst
- Miek Janssen (1890-1953), Nederlands kunstschilderes, tekenares en auteur
- Miguel Janssen (1970), Nederlands atleet
- Nicolas Emmanuel Paul Marie Ghislain baron Janssen (1974), Belgisch politicus
- Nicolaus Adrianus Janssen (1808-1898), Nederlands geestelijke, componist en muziekpedagoog
- Noud Janssen (1956), Nederlands voetballer en voetbaltrainer
- Patrick Janssen (1984), Belgisch politicus
- Paul Janssen (1926-2003), Belgisch arts en farmacoloog
- Paul Janssen (1970), Nederlands voetballer
- Paul Janssen (1971), Nederlands voetballer
- Paulus Jacobus (Paul) Janssen (1927-2012), Nederlands politicus
- Ted Janssen (1936-2017), Nederlands natuurkundige en hoogleraar
- Peter Janssen (1985), Nederlands dierenactivist, bekend onder het pseudoniem "vegan streaker"
- Peter Wilhelm Janssen (1821-1903), Nederlands ondernemer en filantroop
- Petrus Johannes Hermanus (Ed) Janssen (1971), Nederlands voetbalscheidsrechter
- Pierre (Pier) Janssen (1956), Belgisch voetballer en voetbaltrainer
- Pierre Janssen (1926-2007), Nederlands journalist, conservator en televisiepresentator
- Pieter Janssen (1976), Nederlands grafisch vormgever en illustrator, bekend onder het pseudoniem "Piet Parra"
- Pieter Jan Janssen (1820-1880), Nederlands burgemeester
- Rafaël Franciscus Hubertus (Raf) Janssen (1945), Nederlands socioloog en politicus
- René Janssen (1959), Nederlands chemisch fysicus
- Richard Janssen (1961), Nederlands gitarist en zanger
- Rik Janssen (1957), Nederlands politicus
- Rob Janssen (1968), Nederlands dj en muziekproducent, bekend onder het pseudoniem "DJ Rob"
- Rob Janssen (1988), Nederlands dj, presentator en zanger
- Robert Janssen (1931-2019), Nederlands psycholoog en hoogleraar
- Robert Janssen (1967), Nederlands voetballer
- Robin Janssen (1987), Nederlands voetballer
- Roel Janssen (1985), Belgisch zwemmer
- Roel Janssen (1990), Nederlands voetballer
- Roland Janssen (1958), Belgisch voetballer en voetbaltrainer
- Ronald Janssen (1971), Belgisch crimineel
- Rozemarijn Janssen (1968), Nederlands alpiniste
- Ruud Janssen (1951), Nederlands grafisch ontwerper
- Ruud Janssen (1959), Nederlands kunstenaar
- Ruud Janssen (1979), Nederlands schaker
- Servatius Emile Joseph Hubert (Servé) Janssen (1944-2017), Nederlands politicus
- Simon Janssen (2000), Nederlands voetballer
- Sjef Janssen (1919-2014), Nederlands wielrenner
- Sjef Janssen (1950), Nederlands dressuurruiter- en trainer
- Sjoerd Janssen (?), Nederlands dj en muziekproducent
- Tarikh Janssen (1987), Nederlands acteur
- Theo Janssen (1981), Nederlands voetballer
- Tim Janssen (1986), Nederlands voetballer
- Tom Janssen (1950), Nederlands (politiek) cartoonist
- Ton Janssen (ca. 1927), Nederlands politicus
- Tony Janssen (1948), Belgisch syndicalist
- Victor Janssen (1938), Nederlands voetballer
- Vincent Janssen (1994), Nederlands voetballer
- Werner Janssen (1944), Nederlands-Duits filosoof, taalkundige, dichter en hoogleraar
- Werner Janssen (1969), Belgisch politicus
- Wilhelmina Martha Catharina Maria Theresia (Miek) Janssen (1890-1953), Nederlands kunstschilderes, tekenares en auteur
- Willem Janssen (1880-1976), Nederlands voetballer
- Willem Janssen (1978), Nederlands muzikant, bekend onder het pseudoniem "Clemm"
- Willem Janssen (1986), Nederlands voetballer
- Willy Janssen (1960), Nederlands voetballer
- Wim Janssen (1932-2012), Nederlands politicus
- Wim Janssen (1948), Nederlands voetballer
- Wouter Janssen (?), Nederlands dj en muziekproducent
- Yannick Janssen (1990), Nederlands wielrenner
- Jeanne Janssen-Peeraer (1927-2017), Belgisch politica
- Jim Janssen van Raaij (1932-2010), Nederlands politicus
- Willem Hendrik Leonard Janssen van Raay (1862-1937), Nederlands ingenieur, hoogleraar en rector
- Abraham Janssens (1573-1632), Vlaams barokschilder
- Albertus Jacobus Clemens Janssens (1807-1879), Nederlands politiefunctionaris
- Alfons Janssens (1841-1906), Belgisch ondernemer en politicus
- Angélique Janssens (1955), Nederlands hoogleraar
- Anna Janssens (?-1581), Antwerps handelaarster, brouwer, grootgrondbezitter en investeerder
- Annemie Janssens (?), Belgisch vakbondsbestuurster
- Armandus Janssens (1849-1902), Belgisch geneesheer en politicus
- Arthur Janssens (1909-1986), Belgisch advocaat en politicus
- Augustin Janssens (1788-1845), Belgisch politicus
- Augustin Janssens (1930), Belgisch voetballer
- Benedikt Aloysius Louis Janssens (1832-1884), Belgisch industrieel en politicus
- Bert Janssens (1915-1972), Belgisch radio- en televisieproducent, hoorspel- en televisieregisseur en programmamaker
- Cas Janssens (1944-2024), Nederlands voetballer
- Charel Janssens (?), Belgisch acteur
- Charles Janssens (1906-1986), Belgisch acteur en revueartiest
- Charles Janssens (1822-1887), Belgisch politicus en burgemeester
- Charles Janssens (1947), Belgisch politicus
- Charles Jacques Janssens (1898-1982), Belgisch politicus
- Chris Janssens (1969), Belgisch voetballer
- Chris Janssens (1977), Belgisch politicus
- Christophe Janssens (1998), Belgisch voetballer
- Daniel Janssens (1925-2004), Belgisch atleet
- DeeDee Janssens (1969), Nederlands drag-entertainer
- Dirk Janssens (1963), Belgisch politicus
- Edouard Janssens (1879-1943), Belgisch politicus
- Eduard Janssens (1908-1989), Nederlands politicus
- Eduard Janssens (1946), Belgisch wielrenner
- Emiel Janssens (1914-2000), Belgisch vakbondsbestuurder
- Fernand Janssens (1910-1943), Nederlands vlieger en Engelandvaarder
- Franciscus Janssens (1843-1897), Nederlands priester, missionaris en aartsbisschop
- Franciscus Janssens (1944), Nederlands voetballer
- François Janssens (1943-1995), Belgisch syndicalist en Waals militant
- François Janssens (1945-2024), Belgisch voetballer
- François-Joseph Janssens (1744-1816), Vlaams beeldhouwer
- Frans Janssens (1927-2009), Belgisch vakbondsbestuurder
- Frans Alfons Janssens (1863-1924), Belgisch bioloog, hoogleraar en kanunnik
- Franz Janssens (1914-1985), Belgisch politicus
- Germain Janssens (1920-1994), Belgisch beeldhouwer en postbode
- Hans Janssens (1980), Belgisch atleet
- Hans Peter Janssens (1962), Belgisch bariton en musicalacteur
- Hieronymus Janssens (1624-1693), Zuid-Nederlands kunstschilder
- Jan Janssens (1590-ca. 1650), Vlaams schilder en tekenaar
- Jan Janssens (1870-1952), Nederlands politicus
- Jan Willem Janssens (1762-1838), Nederlands minister en gouverneur-generaal
- Jean Janssens (1944), Belgisch voetballer
- Jean-Pierre Janssens (1937), Belgisch voetballer
- Jeroom Janssens (1624-1693), Zuid-Nederlands kunstschilder
- Jimmy Janssens (1989), Belgisch wielrenner
- Johannes Janssens (1947), Nederlands sociaal wetenschapper en hoogleraar
- Jos Janssens (?), Belgisch politicus en ondernemer
- Jozef Janssens (1919-1976), Belgisch voetballer
- Katlijne Janssens (1606-1642), Zuid-Nederlands slachtoffer van heksenvervolging
- Kevin Janssens (1979), Belgisch acteur
- Kevin Janssens (1986), Belgisch voetballer
- Kevin Janssens (1986), Belgisch voetballer
- Kim Janssens (1991), Belgisch zwemster
- Kirsten Janssens (1982), Belgisch mediapersoonlijkheid
- Kris Janssens (?), Belgisch politicus
- Lieven Janssens (1977), Belgisch politicus
- Lode Janssens (1913-1978), Belgisch wielrenner
- Luc Janssens (1964), Belgisch advocaat en politicus
- Ludo Janssens (1942), Belgisch wielrenner
- Magda Janssens (1884-1973), Nederlands actrice van Vlaamse afkomst
- Marc Janssens (1968), Belgisch veldrijder
- Marcel Janssens (1932-2013), Belgisch hoogleraar en literatuurhistoricus
- Marcel Janssens (1931-1992), Belgisch wielrenner
- Mark Janssens (?), Belgisch  radiopresentator en programmamaker
- Onno Janssens (?), Nederlands bridgespeler
- Patrick Janssens (1956), Belgisch politicus
- Paul Janssens (?), Belgisch politicus
- Philippe Janssens (1988), Belgisch voetballer
- Pierre Janssens (1940-2022), Nederlands politicus
- Pieter Janssens (1876-1957), Belgisch politicus
- Raymond Janssens (1946), Belgisch politicus
- Rudy Janssens (1963), Belgisch voetballer
- Staf Janssens (1920-1996), Belgisch ijsfabrikant
- Theodoor Janssens (1825-1889), Belgisch politicus
- Trijn Janssens (1972), Belgisch muzikante
- Ugo Janssens (1947), Belgisch schrijver
- Victor Honoré Janssens (1658-1736), Zuid-Nederlands schilder
- Vital Janssens (1893-1982), Belgisch politicus
- Walter Janssens (1922/23-1998), Nederlands NSB-lid en dirigent
- Ward Janssens (1946), Belgisch wielrenner
- Willem Janssens (1901-1978), Belgisch politicus
- Wolke Janssens (1995), Belgisch voetballer
- Wynand Janssens (1827-1913), Belgisch architect
- Aquilin Janssens de Bisthoven (1915-1999), Belgisch hoofdconservator van de Stedelijke Musea Brugge
- Baudouin Janssens de Bisthoven (1914-2005), Belgisch priester en historicus
- Benoît Janssens de Bisthoven (1927), Belgisch officier
- Bernard Janssens de Bisthoven (1926), Belgisch magistraat
- Georges Janssens de Bisthoven (1893-1971), Belgisch officier
- Ides Janssens de Bisthoven (1921-2015), Belgisch politicus
- Leon Janssens de Bisthoven (1859-1938), Belgisch magistraat en gouverneur
- Roger Janssens de Bisthoven (1890-1972), Belgisch magistraat
- Jozef Janssens de Varebeke (1854-1930), Belgisch kunstschilder
- Pieter Janssens Elinga (1623-1682), Nederlands kunstschilder
- Cornelis Janssens van Ceulen (1593-1661), Nederlands kunstschilder
- Louis Janssens-Smits (1832-1884), Belgisch industrieel en politicus
- Simonne Janssens-Vanoppen (1944), Belgisch politica
- Ieva Januškevičiūtė (1994), Litouws alpineskiester
- Gérard Janvion (1953), Frans voetballer
- Alexandre Jany (1929-2001), Frans zwemmer
- Britt Janyk (1980), Canadees alpineskiester
- Michael Janyk (1982), Canadees alpineskiër
- Chantal Janzen (1979), Nederlands (musical)actrice en televisiepresentatrice

## Jap
- Zoerab Japaridze (1976), Georgisch politicus
- Dmitri Japarov (1986), Russisch langlaufer
- Gysbert Japicx (1603-1666), Fries-Nederlands schrijver
- Arthur Japin (1957), Nederlands schrijver

## Jar
- Hanadi Jaradat (1975-2003), Palestijns terroriste
- Miran Jarc (1900-1942), Sloveens slavist en schrijver
- Francis Jardeleza (1949), Filipijns jurist
- Andrea Jardi (1990), Spaans alpineskiester
- Luís Jardim (1950-2025), Portugees percussionist en muziekproducent
- Zbigniew Jaremski (1949-2011), Pools atleet
- Cor Jaring (1936-2013), Nederlands fotograaf
- Andrij Jarmolenko (1989), Oekraïens voetballer
- Jim Jarmusch (1953), Amerikaans filmregisseur
- Robert Jarni (1968), Kroatisch voetbalspeler en voetbaltrainer
- Urban Jarnik (1784-1844), Sloveens dichter en etnoloog
- Sarah Jarosz (1991), Amerikaans singer-songwriter
- Jean-Michel Jarre (1948), Frans componist en toetsenist
- Maurice Jarre (1924), Frans (film)componist
- Al Jarreau (1940-2017), Amerikaans zanger
- Charles Jarrott (1927-2011), Engels filmregisseur
- Anders Järryd (1961), Zweeds tennisser
- Georgi Jartsev (1948-2022), Russisch voetballer
- Izabela Jaruga-Nowacka (1950-2010), Pools politica (lid van de Sejm)
- Wojciech Jaruzelski (1923), Pools militair en politicus
- Calum Jarvis  (1992), Brits zwemmer
- Charlie Jarvis (1954), Brits botanicus
- Graham Jarvis (1930-2003), Canadees/Amerikaans acteur
- Martin Jarvis (1941), Brits (stem)acteur
- Oliver Jarvis (1984), Brits autocoureur

## Jas

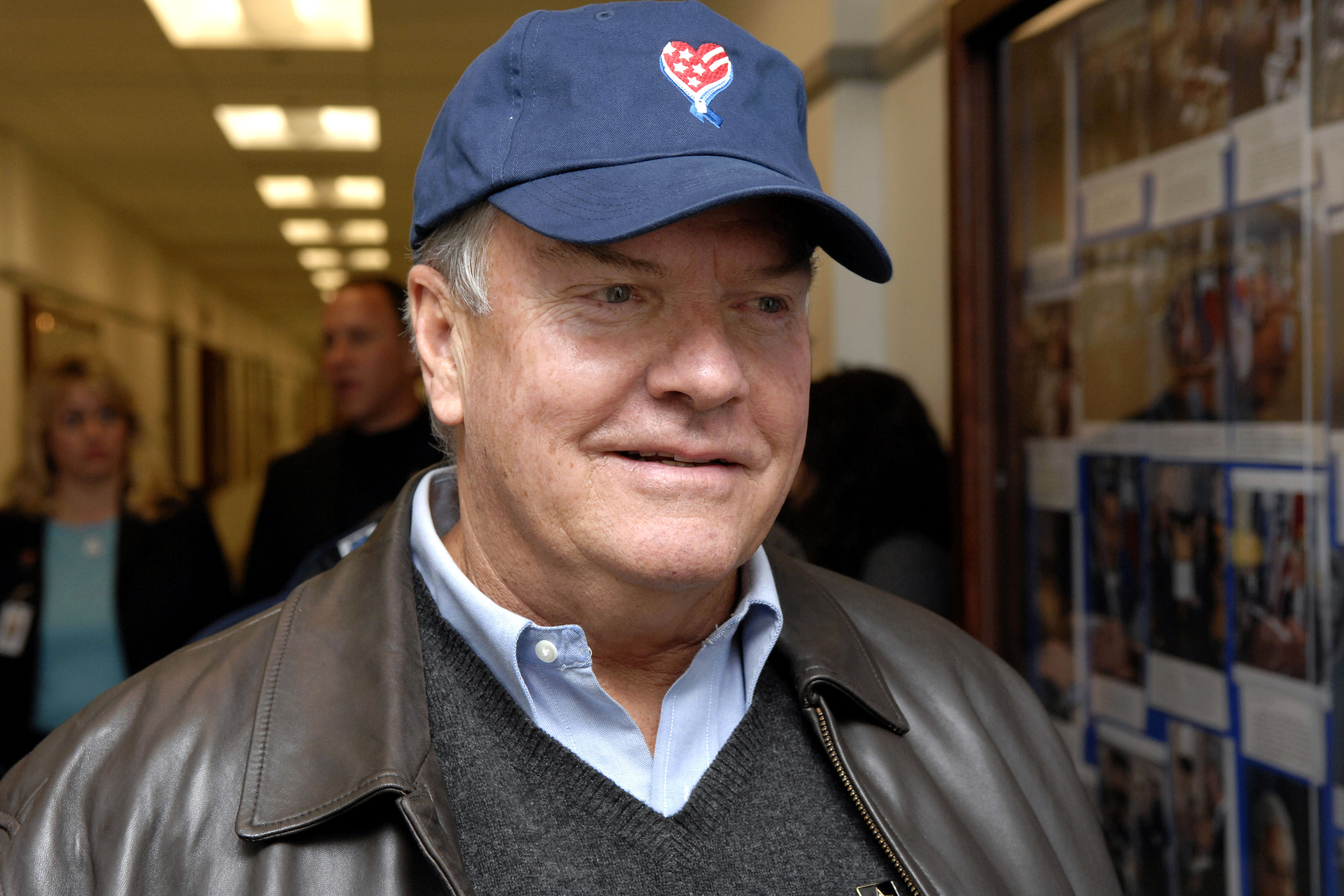
Peter Jason, 2006

- Martina Jäschke (1960), Oost-Duits schoonspringster
- Sergej Jasjin (1962-2022) Russisch ijshockeyer
- David Jason (1940), Brits acteur
- Peter Jason (1944-2025), Amerikaans acteur
- Edmond Jaspar (1906-1955), Nederlands diplomaat
- Karl Jaspers (1883-1969), Duits psychiater en filosoof
- Stijn Jaspers (1961-1984), Nederlands atleet
- Teun Jaspers (1943), Nederlands jurist
- Wim Jaspers (1961), Nederlands politicus
- Yvon Jaspers (1973), Nederlands presentatrice, schrijfster en actrice

## Jat
- Arseni Jatsenjoek (1974), Oekraïens politicus
- Iryna Jatsjanka (1965), Sovjet-Russisch/Wit-Russisch atlete

## Jau
- Günther Jauch (1956), Duits televisiepresentator
- Sami Jauhojärvi (1981), Fins langlaufer
- Inese Jaunzeme (1932-2011), Sovjet-Russisch/Lets atlete
- Jean-Pierre Jaussaud (1937-2021), Frans autocoureur

## Jav
- Antonio María Javierre (1921-2007), Spaans katholiek theoloog en geestelijke
- Jacob Javits (1904-1986), Amerikaans afgevaardigde en senator
- Helena Javornik (1966), Sloveens atlete

## Jaw
- Dawda Kairaba Jawara (1924-2019), president van Gambia
- Alexej von Jawlenski (1864-1941), Russisch schilder
- Marian Franciszek Jaworski  (1926-2020), Pools kardinaal en aartsbisschop

## Jay

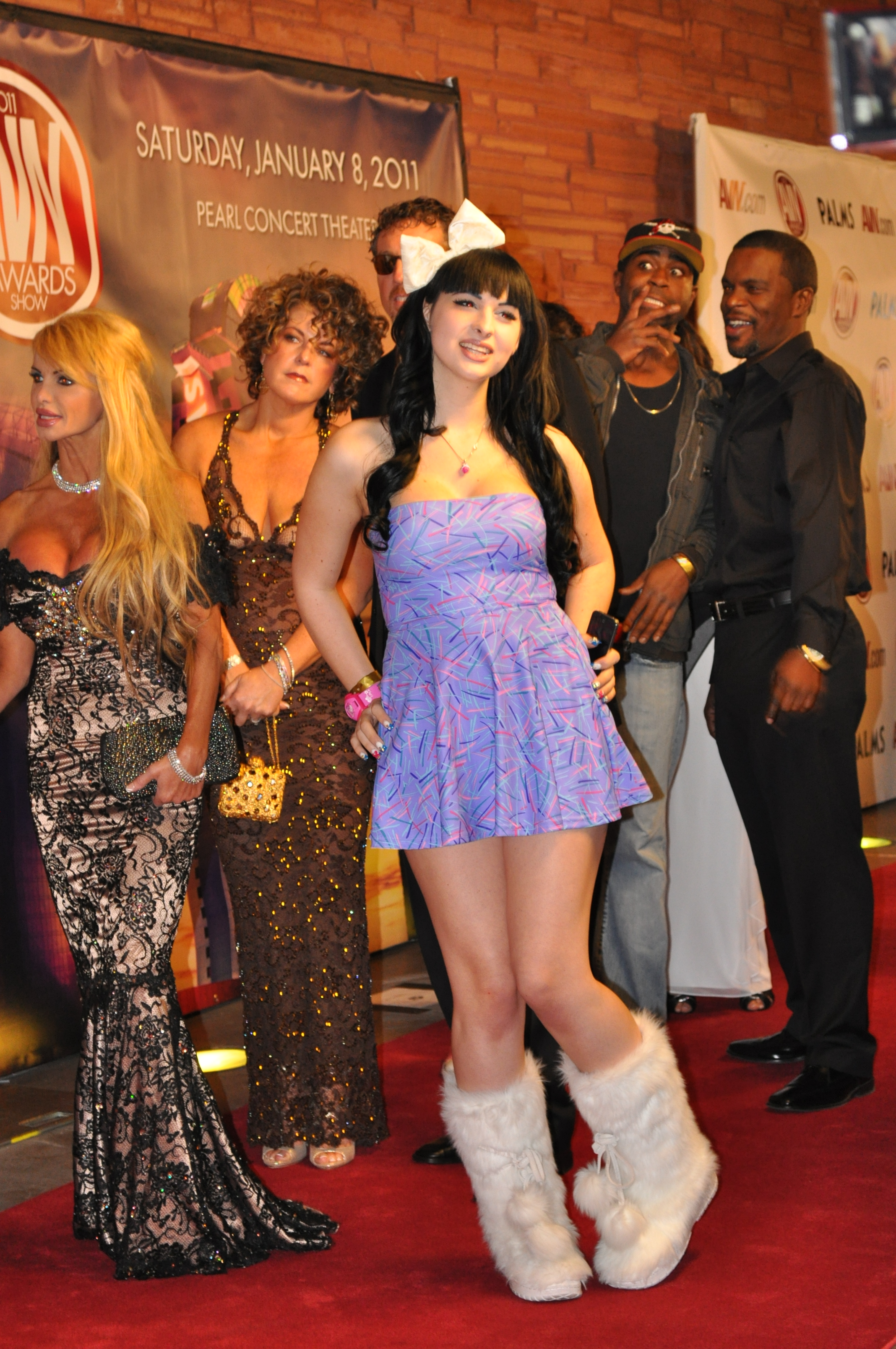
Bailey Jay

- Bailey Jay (1988), Amerikaans transseksuele pornoactrice en podcaster
- Jayalalithaa (1948-2016), Indiaas actrice en politica
- Susanthika Jayasinghe (1975), Sri Lankaans atlete
- Thusitha Jayasundera (1971), een in Sri Lanka geboren Brits actrice
- Antonio Jayme (1854-1937), Filipijns jurist en politicus
- Vicente Jayme (1928-2013), Filipijns minister en topman
- Jessica Jaymes (1981-2019), Amerikaans pornoactrice

## Jaz
- Erik Jazet (1971), Nederlands hockeyer
- Michel Jazy (1936-2024), Frans atleet
- Jazzmun (1969), Amerikaans acteur